# John Jervis (1er comte de St Vincent)
Pour les articles homonymes, voir Jervis.
John Jervis, 1er comte de St Vincent, né le 9 janvier 1735 et mort le 14 mars 1823, est un amiral de la Royal Navy et Member of Parliament du Royaume-Uni. Le comte de St Vincent sert pendant la seconde moitié du XVIIIe siècle et le début du XIXe siècle ; il commande activement au sein des flottes britanniques pendant la guerre de Sept Ans, la guerre d'indépendance des États-Unis, les guerres de la Révolution et les guerres napoléoniennes. Il est célèbre pour sa victoire lors de la bataille du cap Saint-Vincent en 1797, qui lui vaut ses titres de noblesse, et pour avoir été le mentor d'Horatio Nelson,.
Jervis est également reconnu par ses contemporains aussi bien militaires qu'hommes politiques pour ses talents d'administrateur et de réformateur de la marine britannique. En tant que commandant en chef de la Mediterranean Fleet entre 1795 et 1799, il introduit un ensemble de directives permanentes destinées à éviter toute mutinerie. Il fait appliquer ses ordres aussi bien aux marins qu'à ses officiers, une politique qui fait de lui un personnage controversé. Il emporte son système de commandement basé sur la discipline avec lui lorsqu'il prend le commandement de la Channel Fleet en 1799. En 1801, en tant que First Lord of the Admiralty, il introduit un certain nombre de réformes qui, bien qu'impopulaires à l'époque, rendent la Navy plus efficiente et plus auto-suffisante. Il introduit des innovations parmi telles que la machine à faire des poulies au Portsmouth Royal Dockyard. St Vincent était connu pour sa générosité envers les officiers qu'il considérait comme méritants et pour les punitions sévères et rude envers ceux qui les méritaient.
L'entrée de Jervis dans le Oxford Dictionary of National Biography, rédigée par P. K. Crimmin, décrit sa contribution à l'Histoire : « Son importance réside dans le fait qu'il ait été l'organisateur de victoires, le créateur de flottes, bien équipées et hautement efficaces, et dans la formation d'une école d'officiers aussi professionnels, énergiques et dévoués au service que lui,. »

## Origines et jeunesse
John Jervis naît à Meaford dans le Staffordshire le 9 janvier 1735. Il est le second fils de Swynfen et Elizabeth Jervis,,. Son père est un barrister, conseiller auprès de l'Admiralty Board et auditeur du Greenwich Hospital. Swynfen Jervis voulait que son fils suive la même voie que lui et rejoigne le barreau. Le jeune Jervis est éduqué à la Grammar School (école élémentaire) de Burton upon Trent puis à la Reverend Swinden's Academy de Greenwich, Londres,.

## Carrière militaire

### Débuts dans laRoyal Navy
À l'âge de treize ans, Jervis fugue et entre dans la Royal Navy à Woolwich, Londres. Après quelque temps, il rentre chez lui après avoir appris que sa famille était très contrariée par sa disparition. Lady Jane Hamilton, la mère de Sir William Hamilton, et Lady Burlington prennent conscience du désir de Jervis de rejoindre la Marine et tentent de convaincre sa famille de le laisser suivre cette voie. Elles finissent par présenter la famille Jervis à l'Admiral George Townshend qui accepte de prendre le jeune garçon à bord d'un de ses vaisseaux.
Le 4 janvier 1749, Jervis entre dans la Royal Navy en tant qu'able seaman à bord du Gloucester, de 50 canons, qui met les voiles en direction de la Jamaïque. À son arrivée dans les Indes occidentales, Jervis est détaché sur le sloop Ferret sur la côte des Mosquitos où il sert contre les guarda-costas Espagnols et les corsaires. Quand Townshend quitte les Indes occidentales, il place Jervis sur le Severn sous l'Admiral Thomas Cotes. Le capitaine de pavillon de Cotes, Henry Dennis, promeut Jervis au grade de midshipman. Le 31 juillet 1754, Jervis passe sur le Sphinx, de 24 canons. Jervis commente dans une lettre à sa sœur : « j'emploie la plus grande partie de mon temps, lorsque je ne suis pas en service, à lire et étudier la navigation et à parcourir mes vieilles lettres que j'ai presque en quantité suffisante pour faire un volume in-octavo »,. Alors qu'il se trouve à la Jamaïque, le jeune Jervis tire des fonds sur le compte de son père grâce à la complicité d'un banquier local. Lorsque la réponse parvient d'Angleterre comme quoi le retrait ne pourrait être honoré, le jeune homme ne peut payer ses dettes. Jervis est contraint de vivre sur les rations fournies à bord afin de rembourser les sommes qu'il devait. Cet épisode affecte profondément le jeune Jervis qui jure de ne « jamais contracter une nouvelle dette sans avoir la certitude de pouvoir la rembourser »,,. Le Sphinx désarme à Spithead le 7 novembre 1754. Jervis est affecté au Seaford, de 20 canons, en décembre de la même année puis de la fin décembre jusqu'à février 1755 il est sur le yacht William and Mary sous les ordres du captain John Campbell.
Jervis passe son brevet de lieutenant le 2 janvier 1755  et est affecté sixième lieutenant du  Royal George, vaisseau de premier rang de 100 canons. En mars, il passe troisième lieutenant du Nottingham, 60 canons. Le Nottingham fait partie de la flotte conduite par Edward Boscawen destinée à empêcher les renforts envoyés par les Français d'atteindre la Nouvelle-France. Le 31 mars 1756, Jervis passe sur le  Devonshire, 74 canons et le 22 juin il est promu quatrième lieutenant du Prince, 90 canons sous les ordres du captain Charles Saunders dans la Méditerranée. Quand ce capitaine est promu amiral, Jervis le suit sur le Culloden, 74 canons, en novembre 1756. En janvier 1757, Jervis est temporairement promu au commandement du HMS Experiment. À son bord, il livre un combat indécis contre un corsaire français au large du Cabo de Gata. Lorsque le capitaine de l'Experiment recouvre sa santé, Jervis lui rend son commandement et passe sur le Culloden. En juin 1757, il suit Saunders sur le HMS St George, 90 canons. Jervis rentre en Angleterre temporairement au commandement du Foudroyant, 80 canons, un vaisseau français capturé par la flotte d'Henry Osborn à la bataille de Carthagène. Il suit Saunders à nouveau lorsque cet amiral est promu au commandement de la station d'Amérique du Nord ; Jervis est promu Lieutenant de vaisseau du HMS Prince.

#### Québec et la promotion au grade decaptain

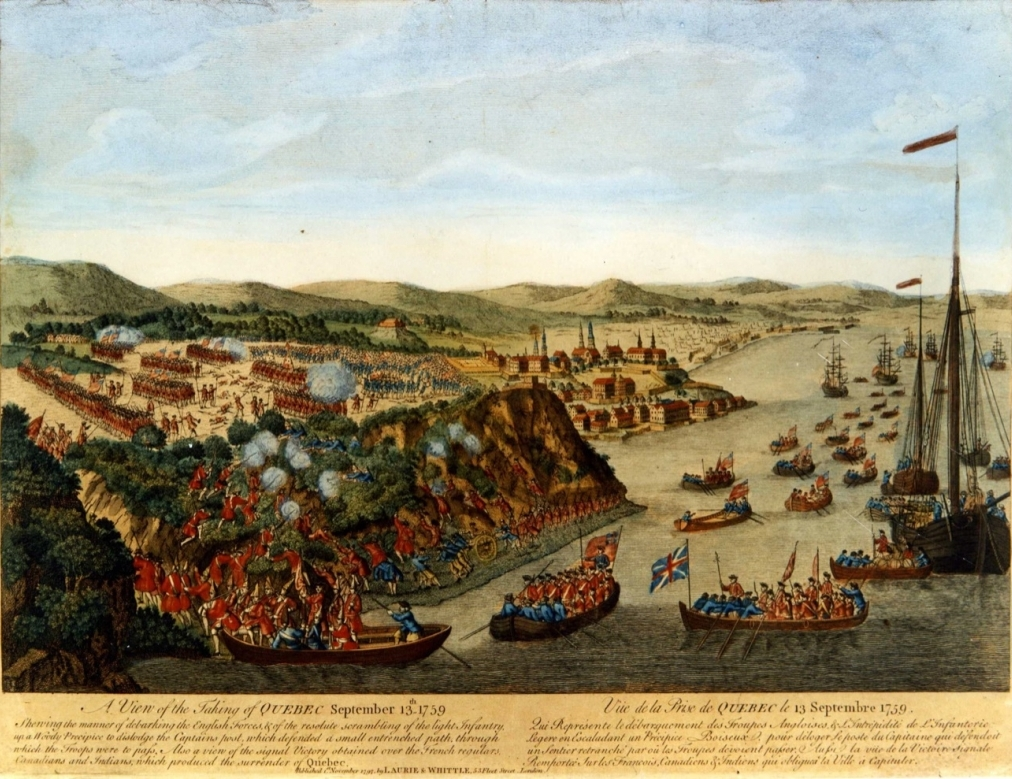
A View of the taking of Quebec, le 13 septembre 1759, par le Captain Hervey Smith

La flotte, menant une expédition destinée à capturer les possessions françaises en Amérique du Nord, quitte l'Angleterre en février 1759. Elle fait escale dans un premier temps à Louisbourg qui avait été pris aux Français l'année précédente. En juin, la glace bloquant l'estuaire du Saint-Laurent avait fondu et la flotte accompagnée de navires de transport de troupes remonte la rivière pour prendre d'assaut la ville de Québec. Le 15 mai 1759, Jervis est promu commandant par intérim du sloop HMS Porcupine,. Par son commandement Jervis impressionne le général James Wolfe pendant les préparatifs précédant la bataille des Plaines d'Abraham. Le Porcupine la frégate Halifax conduisent les navires de transport de troupe devant Québec pour faire débarquer ces dernières. Un biographe, Jedediah Tucker, note que l'approche de la ville était si déterminante, qu'aussi bien Wolfe que James Cook, qui deviendra célèbre par la suite, embarquent à bord du Porcupine pour s'assurer du succès de la mission.
En récompense de ces efforts, Jervis est promu commander et se voit confier le HMS Scorpion. Jervis rentre en Angleterre en septembre mais il retourne immédiatement en Amérique du Nord au commandement de l'Albany. En mai 1760, Jervis est place sous les ordres de l'Admiral Sir George Rodney au sein de l'escadre de la Manche.
En octobre 1760, il est promu post-captain et placé aux commandes du Gosport, 44 canons,. Le Gosport avait alors à son bord un jeune midshipman, George Elphinstone, futur vicomte Keith, qui succèdera à Jervis à la tête de la flotte de Méditerranée après le départ de ce dernier en 1799. En 1762, le HMS Gosport, le HMS Danae et le HMS Superb placés sous les ordres du captain Joshua Rowley, convoient les navires de l'East and West Indian trade vers l'Amérique, en parvenant à éviter l'escadre du Chevalier de Ternay.
À la fin de l'année 1763, le Gosport est désarmé et Jervis reste sans emploi jusqu'en février 1769, date à laquelle il est nommé sur le HMS Alarm, 32 canons,, le premier vaisseau de guerre de la Royal Navy à être doté d'un blindage de la coque avec des plaques de cuivre. Il reçoit l'ordre de livrer des lingots aux navires marchands britanniques stationnés à Gênes. À ce moment-là, à Gênes, deux esclaves Turcs s'étaient échappés des galères génoises et réfugiés à bord d'un navire accompagnant l'Alarm. Ils sont arrêtés de force par les autorités de la ville ; Jervis proteste officiellement contre cet agissement et promet des représailles s'ils ne lui étaient pas restitués. Les esclaves sont rendus et Jervis les prend en charge.
Le 30 mars 1770, l'Alarm est prise dans une tempête et menace de se briser sur des rochers à proximité de Marseille, mais grâce aux efforts de Jervis, de son équipage et des autorités locales françaises, en la personne du gouverneur de Marseille, Georges René Le Peley de Pléville, elle parvient à se tirer de cette situation délicate et peut être réparée. Jervis retournera personnellement à Marseille avec une lettre de remerciement du Board of the Admiralty destinée au gouverneur,.
En 1771, l’Alarm retourne en Angleterre pour embarquer à son bord le duc de Gloucester et Édimbourg, le frère du roi George III afin de permettre à ce dernier d'hiverner en Italie. Le duc vit à bord du vaisseau avec son entourage jusqu'en mai 1772 date à laquelle l'Alarm retourne en Angleterre pour y être désarmé.

#### Voyages en Europe et en Russie
Entre octobre 1772 et juin 1775, Jervis voyage en Europe. Il commence en France où il étudie le français et fait des observations sur le mode de vie des habitants du pays. Il accompagne le captain Samuel Barrington en Russie et passe du temps à Saint-Pétersbourg, puis ils inspectent l'arsenal et les chantiers navals de Kronstadt et embarquent à bord du yacht dessiné par Sir Charles Knowles pour Catherine de Russie. Les deux hommes continuent leur périple en Suède, au Danemark et en Allemagne du nord. Pendant tout ce temps, Jervis prend des notes sur les défenses, cartographie les ports et les lieux possibles de mouillage. Enfin, ils rentrent au pays via les Provinces-Unies. Jervis une fois de plus réalise une étude approfondie de la zone prenant de nombreuses notes sur toute information qu'il juge alors digne d'intérêt. Barrington et lui empruntent un navire privé pour traverser la Manche s'arrêtant à Brest, améliorant les cartes qu'il avait déjà tracées de cette ville. Lorsque Jervis deviendra par la suite commandant en chef de la Channel Fleet et ses cartes lui seront d'une aide précieuse pour maintenir le blocus sur Brest. De nombreuses années plus tard, il dira lui-même : « Si le jeune capitaine Jervis n'avait pas effectué une telle étude complète de ce port, alors le comte Saint-Vincent n'aurait pas été en mesure d'effectuer un blocus aussi complet de celui-ci,. »

### Guerre d'indépendance des États-Unis

#### Première bataille d'Ouessant
Lorsque la guerre d'indépendance des États-Unis éclate en 1775, Jervis reçoit le commandement du HMS Kent ; cependant, le vaisseau est inspecté par les chantiers navals et décrété inapte au service. Il est nommé en remplacement sur le HMS Foudroyant, le vaisseau qu'il avait ramené en Angleterre après sa capture dix-sept ans auparavant. Pendant les premières années de la guerre, les Français fournissent des armes, des fonds, et des conseils militaires de manière informelle et limitée à la nation américaine émergente. Avec la signature du Traité d'alliance en 1778 et la création de l'alliance franco-américaine, la guerre prend une autre dimension,. Jervis passe les premières années de la guerre à croiser dans la Manche à bord du Foudroyant sans prendre part à aucun combat significatif, mais la guerre se rapprochant du territoire européen, Jervis est placé sous les commandement de l’Admiral Augustus Keppel, commandant de la Channel Fleet. Cette flotte entre en vue de la flotte française tentant d'entrer dans Brest le 23 juillet. La flotte britannique, composée de trente vaisseaux de ligne, se met en chasse d'une flotte française de vingt-neuf vaisseaux et le combat débute le 27 juillet et deviendra connu sous le nom de première bataille d'Ouessant,. L'issue de la bataille est indécise et dans les affrontements politiques auxquels elle donne lieu, Jervis défend avec vigueur l'amiral Keppel lorsque ce dernier passe devant une cour martiale, permettant à ce dernier d'être acquitté des chefs d'accusation pesant sur lui,.

#### Secours à Gibraltar et capture duPégase

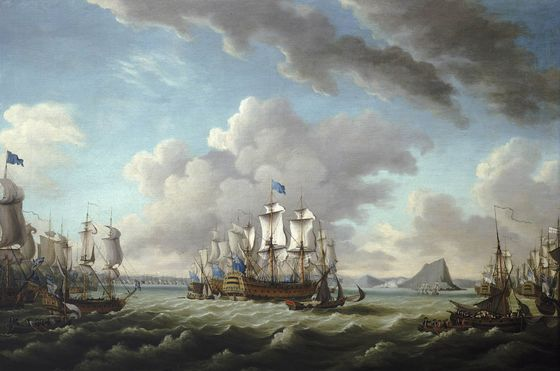
Howe's Relief of Gibraltar 1782 par Richard Paton

Jervis reste sur le Foudroyant, attaché à la Channel Fleet, et pendant une courte période il est le capitaine de pavillon de l'amiral Shuldham. En 1780, Jervis est avec l'amiral Rodney lorsque la flotte britannique porte secours à Gibraltar. En 1781, il est aux côtés de l’Admiral George Darby lorsque le siège de Gibraltar est brisé une seconde fois. Le 19 avril 1782, Jervis est en compagnie de son vieil ami et compagnon de voyage lorsqu'un vaisseau de l'escadre de l'amiral Barrington aperçoit un convoi français quittant Brest. L'escadre donne la chasse et le HMS Foudroyant rattrape et engage le combat avec le vaisseau français Pégase, 74 canons,. Après un combat de plus d'une heure, le Pégase abaisse son pavillon. Jervis est blessé durant l'affrontement. En récompense de ses services, il est fait Chevalier de l'Ordre du Bain le 19 mai 1782,,. Il est à nouveau au secours à Gibraltar avec la flotte de l'amiral Howe en 1782 et participe à la bataille du cap Spartel, dont l'issue est indécise. Jervis est promu commodore et fait flotter son pavillon sur le HMS Salisbury, 50 canons, en décembre 1782, avec pour ordre de se rendre dans les Indes occidentales. Cependant, en raison des négociations de paix en cours, les ordres qu'il avait reçus sont modifiés et finalement son départ est annulé le 14 janvier 1783.

### Mariage et carrière politique

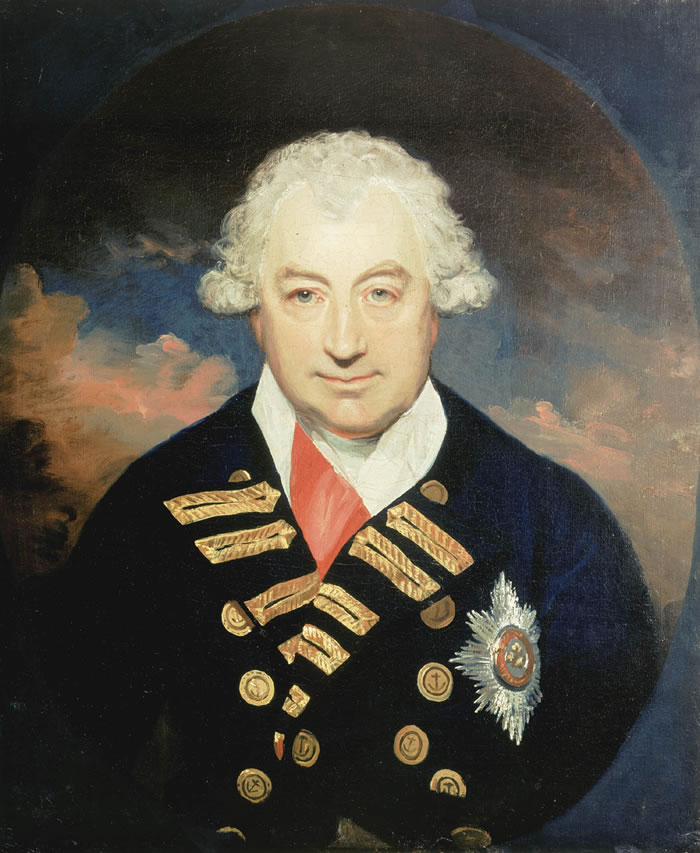
Portrait de John Jervis, à la fin des années 1770, huile sur toile par Sir William Beechey.

Pendant la paix Jervis épouse sa cousine Martha, la fille du Lord Chief Baron Sir Thomas Parker,. Jervis est élu Member of Parliament pour Launceston en 1783,. Il commence sa carrière politique en votant pour les réformes parlementaires de Pitt et contre l’East India Bill de Charles James Fox. Pendant les élections de 1784, Jervis se présente comme candidat dans l'arrondissement indépendant de Great Yarmouth où il est élu MP aux côtés d'Henry Beaufoy. Jervis vote alors contre les nouvelles lois réformatrices présentées par Pitt mais le soutient à nouveau en 1788–1799 Crise de régence.
Le 24 septembre 1787, Jervis est promu Rear-Admiral of the Blue,, et arbore son pavillon sur le HMS Carnatic, 74 canons, pendant plusieurs mois alors que des tensions se faisaient jour après l'invasion des Pays-Bas par les Prussiens. En 1790, Jervis est rappelé au service actif une fois de plus et déplace son pavillon à bord du HMS Prince pendant la crise de la baie Nootka qui éclate entre le Royaume de Grande-Bretagne et l'Espagne. La même année, Jervis est promu Rear-Admiral of the White et démissionne de son siège de MP pour Great Yarmouth et se présente pour l'arrondissement de Chipping Wycombe pour lequel il est élu en compagnie du marquis de Lansdowne,. Son intérêt pour la politique diminuant, il ne prend que rarement la parole et presque toujours sur des questions navales. En 1794, il démissionne de son siège au Parlement et ne se représente plus. En 1792, Jervis propose un schéma pour soulager les difficultés financières des marins retraités. Il retirera plus tard sa proposition sur la promesse qui lui est faite par le vicomte Melville que la question serait traitée par le Conseil de l'Amirauté.

### Guerres de la Révolution française et guerres napoléoniennes

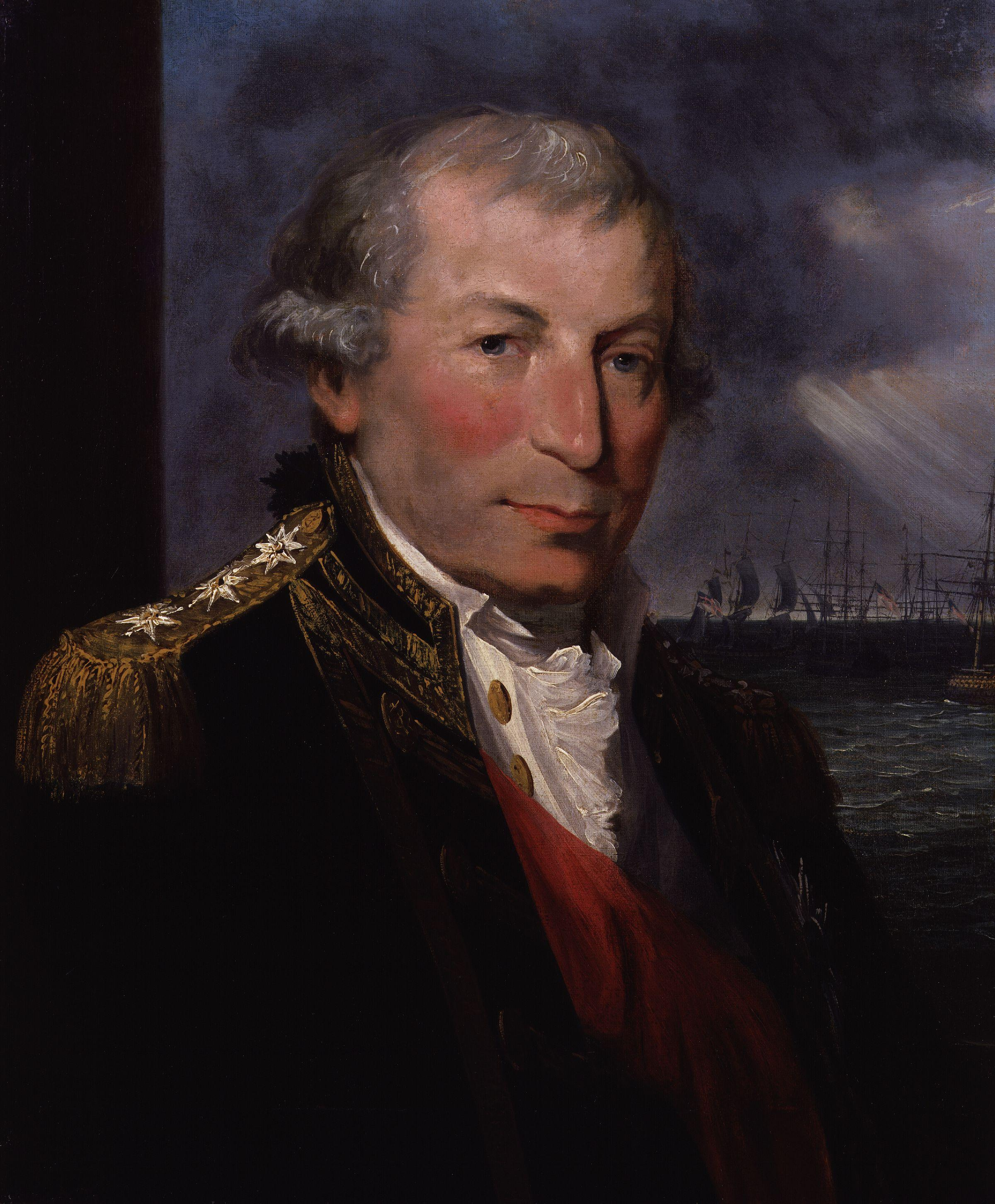
The Earl of St Vincent par Lemuel Francis Abbott

Jervis est promu Vice-admiral of the Blue et nommé au commandement de la station des îles Leeward. Jervis emmène avec lui une armée qui, combinée avec la marine, forme une expédition militaire jointe. Le but de l'expédition est de capturer les colonies françaises et ainsi affaiblir le commerce international de la France. Le commandant de l'armée est Sir Charles Grey, un ami et allié politique de Jervis. Jervis arbore son pavillon sur le HMS Boyne. Il prend le fils de Grey, George Grey, comme capitaine de pavillon. La force combinée capture les colonies françaises de Martinique, Guadeloupe et Sainte-Lucie,,, qu'elle remet aux mains des royalistes français.

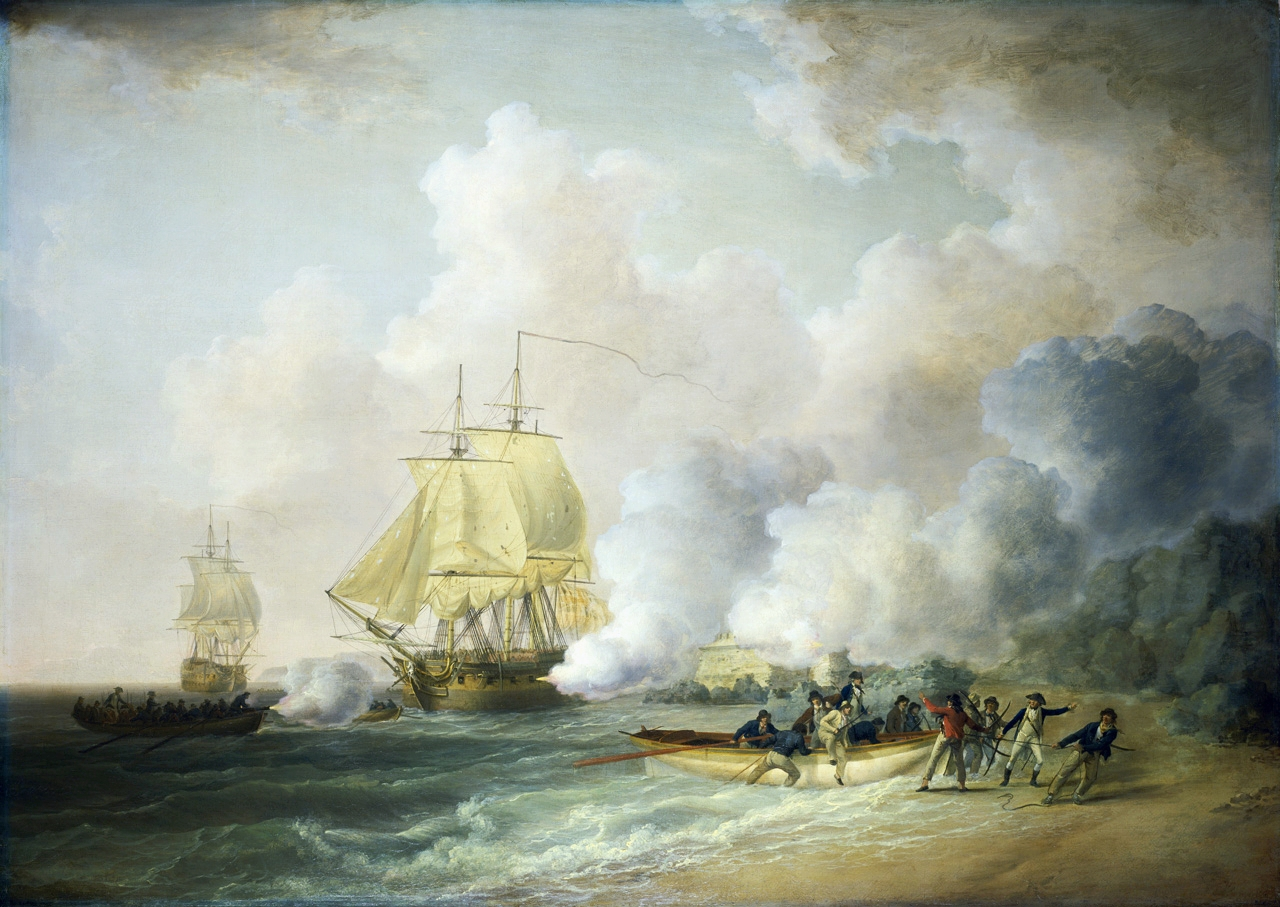
Capture of Fort Louis, Martinique, le 20 mars 1794 par William Anderson

Les Français contre-attaquent et reprennent la Guadeloupe le 2 juin 1794. Jervis et Grey débarquent une force pour capturer à nouveau l'île mais ils sont repoussés par la garnison française sur place, qui avait reçu des renforts, et l'expédition britannique est forcée de se retirer. En novembre 1794, l’Admiral Benjamin Caldwell remplace Jervis. Des disputes relatives aux parts de prise sont les raisons généralement avancées pour expliquer que Jervis et Grey n'aient pas été élevés à la pairie pour leurs services. Les ennemis de Grey et de Jervis proposent même au Parlement un vote de censure à l'encontre du général et de l'amiral. Ce vote a lieu, et la censure est rejetée. Les parts de prise pour la capture des trois îles, lorsqu'elles sont finalement calculées, s'élèvent à 70 000 £ pour les officiers et les marins. Ajustée à l'inflation cette somme représenterait environ 6 000 000 £ en 2011. Jervis et Grey reçoivent néanmoins les remerciements de deux Chambres du Parlement pour leurs services. Le 12 avril 1794, Jervis est promu Vice-Admiral of the White.

#### Commandement de laMediterranean Fleet

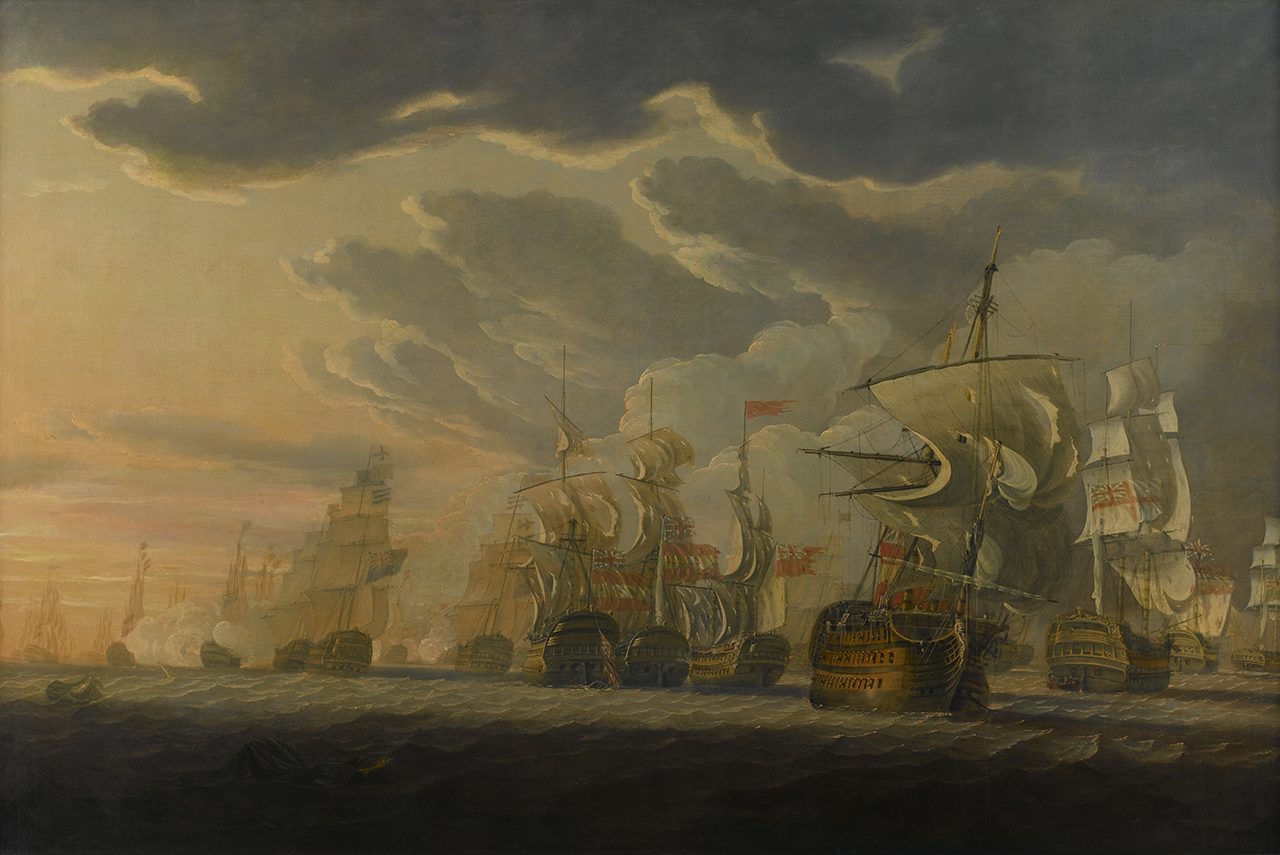
The Battle of Cape St Vincent, le 14 février 1797 par Robert Cleveley

Jervis est promu Admiral of the Blue le 1er juin 1795 et nommé au commandement de la Mediterranean Fleet,. Malheureusement, le Boyne avait pris feu le 1er mai 1795, et avait explosé à Spithead, à la suite d'un accident, et Jervis perd presque toutes ses possessions. Jervis part prendre le commandement de la Mediterranean Fleet à bord de la frégate Lively et prend à nouveau George Grey pour capitaine de pavillon. Jervis demande à Robert Calder d'être le capitaine de sa flotte. En arrivant à Gibraltar Jervis prend le HMS Victory comme vaisseau amiral. Parmi les officiers servant sous les ordres de Jervis figurent les capitaines Nelson, Collingwood et Troubridge. Jervis entame un blocus de Toulon et Nelson reçoit l'ordre d'aider l'armée autrichienne le long des côtes italiennes. En septembre 1796, la présence britannique dans le Méditerranée était devenue intenable. Napoléon avait battu l'allié autrichien des Britanniques, qui était en plein désarroi et, en octobre, l'Espagne se rend et s'allie aux Français. Jervis rappelle l’Admiral Robert Mann pour l'aider à imposer un blocus sur Cadix. Au lieu de cela, Mann conduit ses vaisseaux vers Spithead. Jervis abandonne la Corse entre septembre et novembre 1796 il se replie avec ses forces sur Gibraltar. Une flotte espagnole composée de vingt-quatre vaisseaux de ligne et sept frégates quitte Toulon le 1er février 1797. La flotte de Jervis composée de dix vaisseaux de ligne croisait au large du Cap Saint-Vincent lorsqu'elle est rejointe par cinq vaisseaux supplémentaires placés sous les ordres de Sir William Parker. L'amiral espagnol, Don José de Córdoba, avait emmené ses vaisseaux dans l'Atlantique afin d'éviter une tempête et retournait vers Cadix lorsque les deux flottes entrent en vue l'une de l'autre.

#### La bataille du cap Saint-Vincent
Les flottes britanniques et espagnoles s'aperçoivent le 14 février 1797. La flotte britannique dispose de quinze vaisseaux de ligne contre les vingt-quatre de la flotte espagnole. Sur le gaillard d'arrière du Victory, Jervis et son capitaine de pavillon Robert Calder comptent les vaisseaux. À ce moment-là, Jervis découvre qu'il va devoir se battre à deux contre un :
| « — There are eight sail of the line, Sir John — Very well, sir — There are twenty sail of the line, Sir John — Very well, sir — There are twenty five sail of the line, Sir John — Very well, sir — There are twenty seven sail of the line, Sir John — Enough, sir, no more of that; the die is cast, and if there are fifty sail I will go through them,. » | « — Il y a huit voiles de ligne, Sir John — Très bien, sir — Il y a vingt voiles de ligne, Sir John — Très bien, sir — Il y a vingt-cinq voiles de ligne, Sir John — Très bien, sir — Il y a vingt-sept voiles de ligne, Sir John — Assez, sir, cela suffit ; les dés sont jetés, et s'il y a cinquante voiles je passerais quand même à travers elles » |

Un passager présent à bord du Victory, le captain Benjamin Hallowell, acquiert une notoriété passagère pour avoir tapé dans le dos de l'amiral en disant « C'est vrai, sir John, c'est vrai. Par Dieu, nous allons leur donner une sacrée bonne raclée ! »,,.

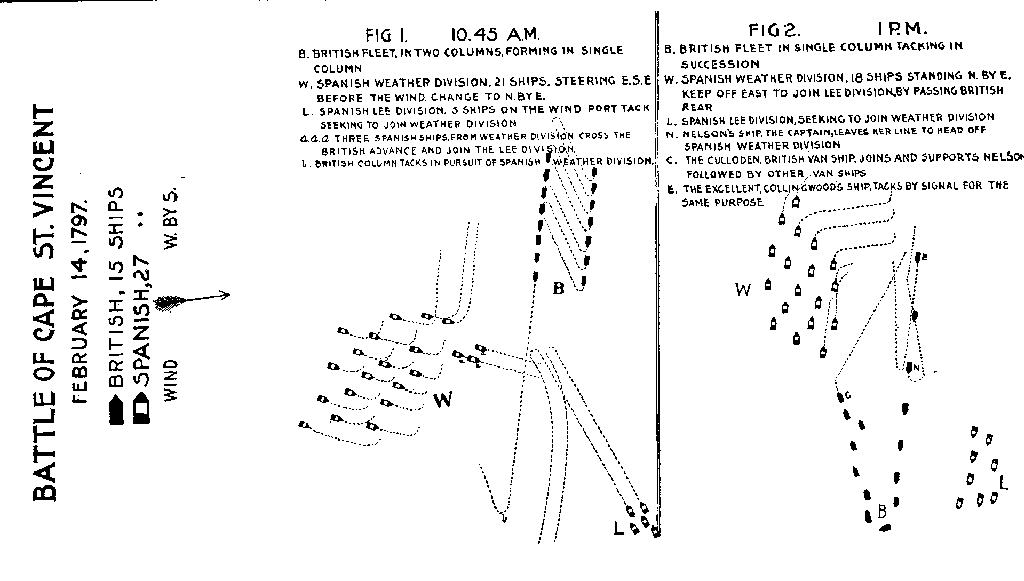
Plan of the fleet deployment during the Battle of Cape St Vincent, le 14 février 1797 par Alfred Thayer Mahan

Pendant la bataille, Nelson, au commandement du HMS Captain, sort de la ligne et effectue une prouesse manœuvrière en capturant deux vaisseaux ennemis en quelques instants. Nelson et son équipage abordent et en capturent un premier vaisseau, traversent son pont, et arraisonnent et capturent le deuxième, qui était entré en collision dans la fumée et la mêlée générale,. Ce mouvement est par la suite célébré par le public et qualifié par la presse de « pont breveté de Nelson pour aborder les vaisseaux de premier rang »,. Lorsque les Espagnols se retirent, Jervis ne pousse pas son avantage et préfère consolider sa victoire. Il entreprend alors un long travail de réparation de ses vaisseaux endommagés et de soigner ses blessés. Les Britanniques doivent déplorer 73 tués et 227 blessés. Sir John Jervis ne mentionne pas l'exploit accompli par Nelson dans le récit initialement envoyé à l'Admiralty en dépit de l'évidente contribution de Nelson au succès britannique dans la bataille,. Dans des récits ultérieurs, Jervis mentionne cette fois Nelson. Dans une anecdote, alors qu'il discute de la bataille avec son capitaine de pavillon, Sir Robert, qui, lui, avait été mentionné dans le premier récit du combat et avait été anobli pour ses services, il aborde la question de la désobéissance de Nelson aux ordres de son amiral pour avoir quitté la ligne de bataille afin d'engager le combat avec l'ennemi. Jervis lui répond : « Il s'agissait certainement d'une désobéissance, et si jamais vous commettez une telle infraction aux ordres, je vous pardonnerai tout autant,. »

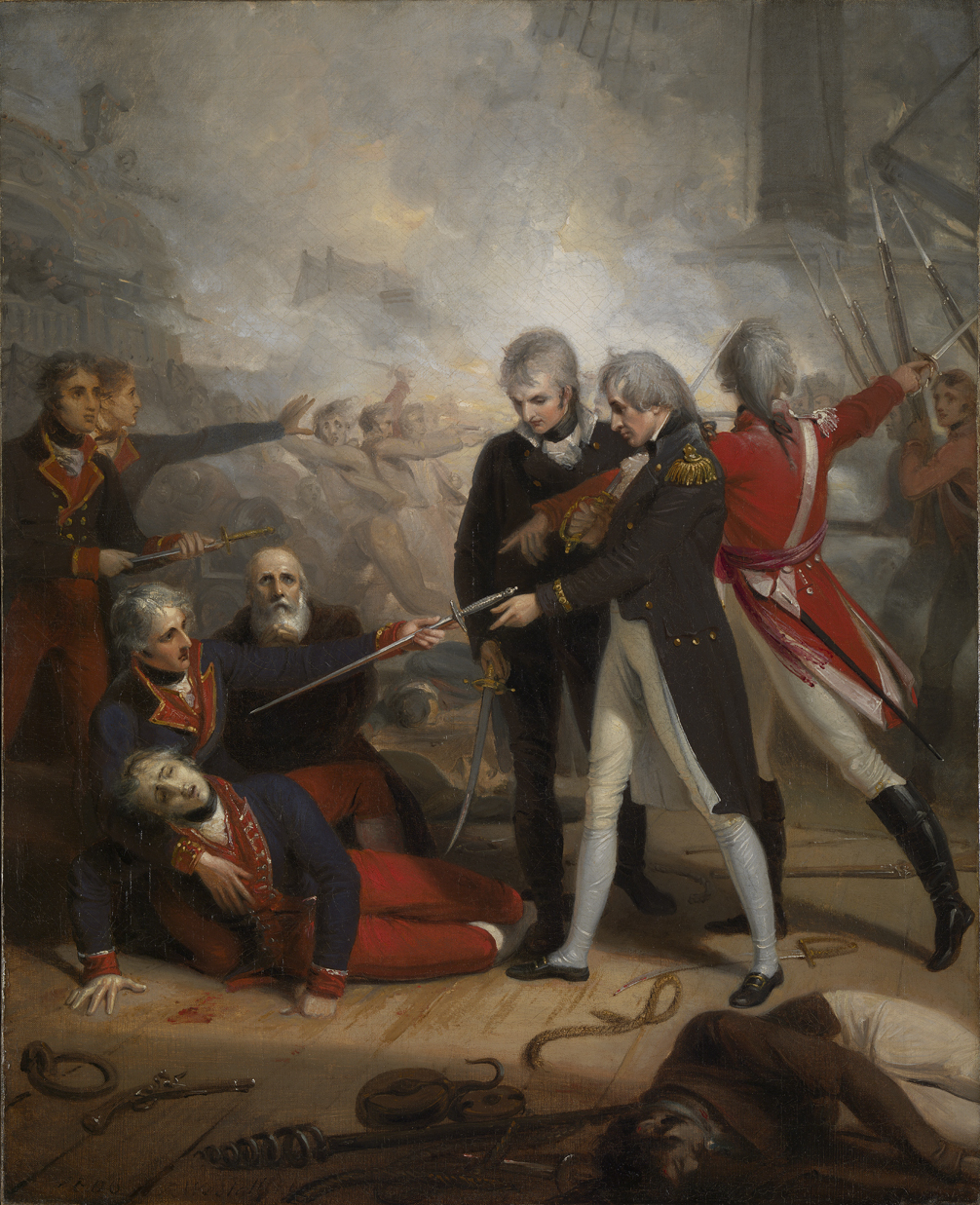
Captain Nelson at the Surrender of the par Richard Westall

Malgré la capture de seulement quatre vaisseaux, la bataille du cap Saint-Vincent est célébrée comme une victoire exceptionnelle et les récompenses octroyées à ses protagonistes dépassent grandement son importance d'un point de vue militaire,. Les mauvaises nouvelles liées à l'évacuation de la Méditerranée par les Britanniques, la capitulation des cités-États espagnoles et italiennes et la défaite de l'armée autrichienne augmentent la menace d'une invasion française de l'Angleterre, affectant le moral de la classe politique et de l'opinion publique en général. Dans ce contexte, une victoire, telle que celle remportée au cap Saint-Vincent, est plus importante pour le moral de la population que ses implications militaires. Aussi bien Jervis que Nelson sont fêtés comme des héros et Jervis est fait baron Jervis de Meaford et comte St Vincent,,. Des chansons sont écrites en son honneur et un sentiment généralisé de soulagement se répand au sein du gouvernement et du peuple de Grande-Bretagne. Nelson, pour ses services, est fait chevalier de l'ordre du Bain,. Le comte St Vincent reçoit une pension à vie de 3 000 £ par an. La ville de Londres lui présente les Clés de la ville dans une boîte en or d'une valeur de 100 guinées et lui offre, ainsi qu'à Nelson, une épée de cérémonie,. La boîte en or et l'épée sont toutes les deux exposées au National Maritime Museum de Greenwich. Les deux épées décernées à Jervis et Nelson sont les deux premières de leur genre à être offertes par la ville de Londres,. St Vincent reçoit les remerciements de la Houses of Parliament et une médaille en or du Roi. La London Gazette publie une annonce en 1798 à propos des parts de prise dues aux officiers et hommes d'équipage qui avaient combattu pendant cette bataille. La somme s'élève alors à 140 000 £, ce qui représente environ 17 000 000 £ de 2011, sur lesquels, en tant qu'amiral, Jervis a droit à une part significative. Jervis reprend son blocus de la flotte espagnole à Cadix,,.

#### Mutinerie et discipline
En 1797, un mécontentement considérable se répand parmi les marins de la Royal Navy. Ce mécontentement se manifeste à  Nore et à Spithead où la majorité des hommes de la Channel Fleet se soulève contre ses officiers. Ces mutineries ne sont généralement pas violentes et les officiers sont écartés et les meneurs de ces mutineries établissent leurs propres ordres laissant le contrôle des vaisseaux à des « comités » jusqu'à ce que leurs revendications soient entendues. Les revendications des mutins vont du mécontentement à l'encontre des officiers cruels aux protestation contre la faiblesse des soldes et la durée du service en mer sans congés à terre. Il y a d'autres mutineries dans la Navy de cette année-là, notamment à bord de l'HMS Hermione et du HMS Marie Antoinette tous deux au mouillage dans la station de la Jamaïque. Ces mutineries se terminent avec l'assassinat des officiers par l'équipage et le départ des vaisseaux à destination de ports ennemis.
Jervis avait la réputation d'un homme de discipline et il met en place un nouveau système destiné à faire en sorte que les hommes dans la flotte de la Méditerranée ne se mutinent pas. Pour commencer, l'amiral rédige un nouvel ensemble de commandes permanentes. Par exemple, au sein des vaisseaux, Jervis sépare les marins et les Marines, plaçant ces derniers entre le quartier des officiers situé à la poupe et ceux des hommes d'équipage situés près de la proue. Il crée ainsi une barrière efficace entre les officiers et les équipages prompts au soulèvement.
Jervis cherche à décourager à bord les conversations en irlandais sans pour autant les interdire. Il ordonne aux détachements de Marines de parader chaque matin et, si une fanfare était présente à bord, de jouer le God save the King. Les détachements de Marines devaient en outre rester armés à tout moment. Les Marines et soldats sont dispensés des devoirs relatifs à la marche générale du bateau. Afin de garder ses équipages actifs et pour s'assurer que les Espagnols ne perçoivent pas les dissensions dans la flotte, Jervis ordonne des bombardements nocturnes sur Cadix afin - selon ses propres mots - de « divertir l'animal »,,.
L'amiral isole les vaisseaux de sa flotte les uns des autres afin de minimiser la collusion et les opportunités pour les équipages de se rassembler et de se mutiner. Cependant, St Vincent prend aussi soin de s'assurer que les hommes placés sous son commandement soient bien traités. Lorsque les stocks de tabac étaient épuisés, l'amiral s'assurait que ces derniers soient réapprovisionnés sur ses propres deniers. Lorsque le postmaster de Lisbonne retint les lettres et paquets arrivés d'Angleterre pour les hommes, de peur qu'ils ne contiennent des communications séditieuses, Jervis met en place un bureau de poste à bord de son navire amiral HMS Ville de Paris afin de recevoir et de distribuer toutes les lettres qui arrivaient aussi bien pour les marins, fusiliers marins et des officiers.
Jervis fait appliquer strictement les Articles of War et les règlements spécifiques qu'il avait rédigés pour sa flotte. Toute infraction était traitée durement et il était réputé pour le fait qu'il traitait officiers et marins avec la même discipline dure,,. En guise d'exemple, il fait traduire devant une cour martiale un officier qui avait donné la permission à ses hommes d'aller piller un bateau de pêche et ordonne qu'il soit « dégradé au rang de Midshipman de la façon la plus ignominieuse qui soit en ayant son uniforme déchiré sur le gaillard d'arrière du (navire inconnu)[sic] devant tout l'équipage et que l'on dispose de lui comme le commandant en chef l'ordonnera. À être privé du salaire qui lui était dû à cette date pour ses services à bord de tout vaisseau de Sa Majesté et d'être rendu incapable de servir à nouveau comme Officier ou comme Maître à bord de tout navire de Sa Majesté. »,. Jervis ordonne à la suite de la dégradation de cet officier que ce midshipman ait la tête rasée, une pancarte placée autour de son cou décrivant son crime et qu'il soit seul responsable du nettoyage des poulaine (terme naval désignant les toilettes communes situées au niveau de la proue du vaisseau) jusqu'à nouvel ordre. Lors d'un autre incident, St Vincent apprend que deux hommes à bord du HMS St George avaient été jugés pour mutinerie le samedi et exécutés le dimanche. Les hommes sont dûment exécutés, mais l'amiral Charles Thompson soulève une objection aux exécutions formelles le jour du sabbat et Jervis écrit au Board of Admiralty demandant le renvoi de Thompson ou à défaut qu'il accepte sa propre démission. Le Board relève Thompson de ses fonctions. Le 9 juillet 1797, Nelson écrit à Jervis le félicitant pour sa détermination et le soutenant sans réserve dans sa décision d'exécuter des hommes un dimanche.

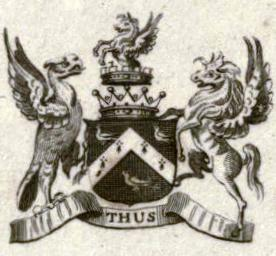
Le blason du compte St Vincent avec sa devise : THUS. Imprimé aux côtés de sa biographie dans le Naval Chronicle Volume 4,

Jervis pouvait également se montrer exceptionnellement attentionné lorsqu'il sentait que les circonstances l'exigeaient. Ainsi, alors que la flotte était encalminée les hommes du vaisseau amiral reçoivent l'ordre de se baigner. Les hommes sautent à la mer, dans une voile qui avait été abaissée sur le côté afin d'éviter que ceux qui ne savaient pas nager ne se noient. Un de ces hommes, un matelot expérimenté, saute à l'eau avec son pantalon. Dans l'une de ses poches il avait ses parts de prise et la solde qu'il avait économisée pendant plusieurs années. Les billets de banque sont détruits et lorsque l'homme remonte à bord et se rend compte de la situation, il se mit à pleurer. L'amiral qui avait vu la scène demande ce qui le mettait dans cet état. Un des officiers le lui raconte et St Vincent se retire dans sa cabine. Lorsqu'il revint, il ordonne à l'équipage de se rassembler sur le pont et demande à l'homme en question de s'approcher. « Roger Odell vous êtes reconnu coupable, Monsieur, par votre conduite personnelle, de ternir le chêne britannique avec des larmes. Qu'avez-vous à dire pour votre défense ? Pourquoi ne devriez-vous pas recevoir ce que vous méritez ? ». L'homme lui raconte ce qui lui était arrivé et St Vincent réplique « Roger Odell vous êtes l'un des meilleurs hommes de ce bateau, et qui plus est un capitaine de première qualité et dans ma vie je n'ai jamais vu un homme se comporter mieux dans la bataille que vous avez fait sur le Victory pendant le combat contre la flotte espagnole. Pour vous montrer que votre commandant en chef n'oublie jamais le mérite, où qu'il le trouve. Voilà votre argent, Monsieur ! ». Le comte sort 70 £ de sa poche et les tend au marin surpris « mais plus de larmes, plus de larmes Sir »,.
Lorsque Nelson retourne en Méditerranée, St Vincent écrit au comte Spencer, First Lord of the Admiralty : « Je puis vous assurer votre Seigneurie que l'arrivée de l'amiral Nelson m'a donné une nouvelle vie ; vous n'auriez pas pu me réjouir davantage que par cet envoi. Sa présence en Méditerranée est tellement essentielle. »,. St Vincent détache Nelson pour poursuivre Napoléon dans sa campagne d'Égypte. Le Rear-Admiral Sir John Orde qui avait davantage d'ancienneté que Nelson se plaint publiquement et amèrement de ce qu'il considère alors comme une offense à son encontre. Jervis ordonne à Orde de rentrer en Angleterre. Orde demande le droit de passer en cour martiale afin d'avoir la possibilité de se défendre et de laver son nom de cette injure. Le Board refuse. Orde demande alors que St Vincent soit traduit devant une cour martiale. À nouveau, le Board refuse, tout en blâmant Jervis pour ne pas avoir soutenu ses subordonnés. Par la suite, Orde défie l'amiral vieillissant en duel. Le défi devient de notoriété publique et le Roi en personne ordonne à Jervis de repousser ce défi. Cependant, avant que le défi ne soit formellement repoussé, Orde écrit au Board pour l'informer qu'il avait retiré sa proposition de duel.
Lorsque les hommes du Marlborough refusèrent d'exécuter un homme au comportement mutin et que les officiers ne firent rien pour les y obliger, le comte menaça de faire remplacer les capitaines et ordonna aux autres vaisseaux de la flotte armés de caronades d'entourer le Marlborough; il menaça alors de couler le vaisseau si ses ordres n'étaient pas exécutés. L'homme est dument exécuté. St Vincent se tourne alors vers un officier proche de lui regardant se balancer le mutin pendu à la vergue et dit « la discipline est sauve, Monsieur ! »,.
Entre 1797 et 1799, en plus de la suppression des mutineries, Jervis se fixe comme objectif d'améliorer les chantiers navals et les défenses de Gibraltar. Après la bataille d'Aboukir les chantiers navals, sous l’œil vigilant de Jervis, parviennent à réparer la plus grande partie de la flotte. Lady Lavinia Bingham, la femme du comte Spencer écrit à St Vincent pour le féliciter d'avoir fourni à Nelson les moyens nécessaires pour remporter sa victoire près du Nil. « Jamais le zèle désintéressé et l'amitié n'ont rencontré une récompense plus brillante que celle que vous avez récoltée dans cette victoire de votre galant ami. »,. Nelson dira par la suite qu'il n'avait « jamais vu une flotte équivalente à celle de Sir John Jervis »,. Ayant de grandes difficultés à approvisionner la flotte en eau potable, l'amiral ordonne la construction de grands réservoirs à Gibraltar. Le 14 février 1799, St Vincent est promu Admiral of the White. Son service ininterrompu et l'approche de la vieillesse faisaient que l'amiral allait de plus en plus mal. Malgré sa santé chancelante, St Vincent était réticent à céder le commandement et le Board de l'Amirauté était tout aussi réticent à le remplacer. Le 17 juin 1799, il n'eut pas d'autre choix que de démissionner de son commandement et de retourner en Angleterre. Lorsqu'il est à terre, le comte habite à Rochetts, Essex en compagnie de sa femme.

### Commandement de laChannel Fleet

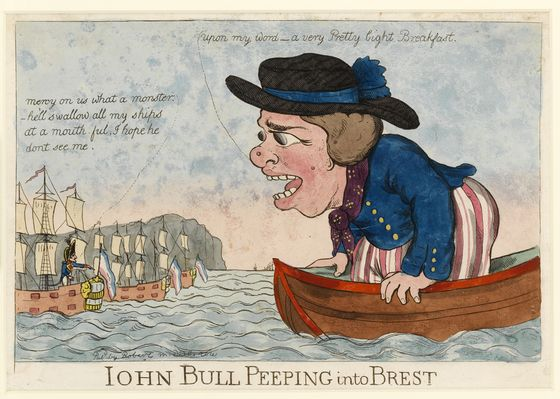
John Bull peeping into Brest. On peut lire au-dessus de la flotte française : « Miséricorde sur nous que ce Monstre - il va avaler tous mes navires d'une bouchée, j'espère qu'il ne me voit pas. »

Sa santé s'améliorant, il reçoit le commandement de la Channel Fleet. St Vincent dit alors « le Roi et le gouvernement l'ont exigé, la discipline de la Marine britannique le rendait nécessaire. Peu m'importe que je meure sur terre ou sur les flots. Les dés sont jetés »,.
Il prend le commandement de la Channel Fleet à bord du HMS Namur le 26 avril 1800 et instaure un blocus serré autour de Brest. Alors qu'il est devant Brest, il passe sur le Ville de Paris de 110 canons et prend Sir Thomas Troubridge comme capitaine de sa flotte. Il est également accompagné de son médecin personnel, le docteur Andrew Baird. Baird sera par la suite décisif dans les plans du commandant en chef et pour la santé et le bien-être de la flotte de la Manche,.
La nomination de St Vincent n'était pas très bien vue par les officiers de la Channel Fleet,. Sa réputation d'homme de discipline l'avait suivie depuis la Méditerranée et il donna immédiatement des ordres interdisant aux officiers et capitaines de dormir sur la terre ferme et leur interdit de s'éloigner de plus de 3 milles (4,83 km) de leur vaisseau,. Parmi les autres règlements stricts introduits figurait l'ordre que les vaisseaux soient réparés en mer, chaque fois que cela était possible, et qu'Ouessant devenait le point de rendez-vous officiel de la Channel Fleet en remplacement de Torbay. On raconte qu'à la nouvelle de sa nomination, la femme d'un de ses capitaines ait porté un toast en disant « pourvu qu'il s'étrangle en buvant son prochain verre de vin »,. Les vaisseaux reçoivent l'interdiction de se rendre à Spithead sans en avoir reçu l'ordre écrit de l'amiral ou de l'Amirauté,. Pendant son commandement, il reste en compagnie de la flotte et gagne le respect de ses hommes et de ses officiers en partageant avec eux les souffrances de la vie à bord.
Grâce aux cartes qu'il avait établies avec Barrington en 1775, l'escadre anglaise au large de Brest est capable de maintenir un blocus bien plus serré que les précédents. Un jour, l'escadre anglaise aperçoit plusieurs bâtiments français quittant Brest. Sir Edward Pellew, capitaine du HMS Impétueux, leur donne la chasse. Le contre-amiral responsable de l'escadre côtière le rappelle à lui, inquiet que l'Impétueux s'échoue sur des rochers. Les Français parviennent à s'échapper. Après que plusieurs lettres aient été échangées entre les deux amiraux, St Vincent, lassé par les excuses de ses subordonnés, prend avec lui toute l'escadre du large et navigue avec elle entre l'escadre côtière et la côte prouvant ainsi que les navires avaient un tirant d'eau assez faible pour avoir poursuivi et capturé les Français. St Vincent écrit alors au contre-amiral lui suggérant d'abaisser son pavillon et de se retirer à terre pour prendre du repos.
St Vincent sait se montrer aussi généreux dans la Manche qu'il l'avait été dans la Méditerranée. Une lettre reçue d'Angleterre fait donner à l'amiral un dîner à bord de son vaisseau amiral en compagnie des cinquante officiers dont il se sentait le plus proche. Pendant ce dîner il révèle que la lettre venait d'un orphelinat près de Paddington à Londres. L'orphelinat n'avait plus d'argent pour s'occuper des enfants des marins qui étaient morts au service de leur pays. St Vincent sollicita chaque capitaine et lieutenant pour que ces derniers fassent une donation, en n'oubliant pas lui-même de contribuer. Un cotre mit les voiles le soir même en direction de l'Angleterre. St Vincent apporta à l'orphelinat la somme de 1 000 £.
Les talents d'administrateur et de logisticien de St Vincent se font ressentir à bord et il donne des ordres concernant la santé et le bien-être des hommes de la flotte. St Vincent écrit au comte Spencer les mots suivants « j'ai toujours considéré les soins aux malades et aux blessés comme l'un des premiers devoirs d'un commandant en chef, que ce soit sur mer ou sur terre »,. Suivant les conseils du Docteur Baird sur l'hygiène et la propreté, l'amiral commande autant de légumes frais qu'il le peut, ainsi que de grandes quantités de jus de citron pour prévenir des maladies, et en particulier du scorbut. Les effets de telles décisions sont spectaculaires. Le navire-hôpital accompagnant la flotte est renvoyé au pays, faute de besoin, en novembre 1800 et lorsque la flotte vint mouiller à Torbay seuls seize hommes avaient besoin de recevoir des soins hospitaliers sur les vingt-trois mille hommes de la flotte. Dans une lettre à Sir Evan Nepean, premier secrétaire de l'Amirauté, St Vincent décrit Baird comme étant « l'homme le plus précieux de la Navy, y compris en comptant le Board [de l'Amirauté] »,. Pendant l'hiver 1800–1801, l'amiral est contraint de vivre à terre, à Torre Abbey surplombant Torbay,. Le Vice-Admiral Sir Henry Harvey prend le commandement opérationnel de la flotte en l'absence de St Vincent.
En 1801, dans une lettre envoyée au Board de l'Amirauté, St Vincent fait une remarque qui passa à la postérité : « Je ne dis pas, Lords, que les Français ne viendront pas. Je dis juste qu’ils ne viendront pas par la mer »,. En 1801, St Vincent est remplacé par l'Admiral William Cornwallis et le nouveau premier ministre Henry Addington nomme St Vincent First Lord of the Admiralty,.

## Premier Lord de l'Amirauté

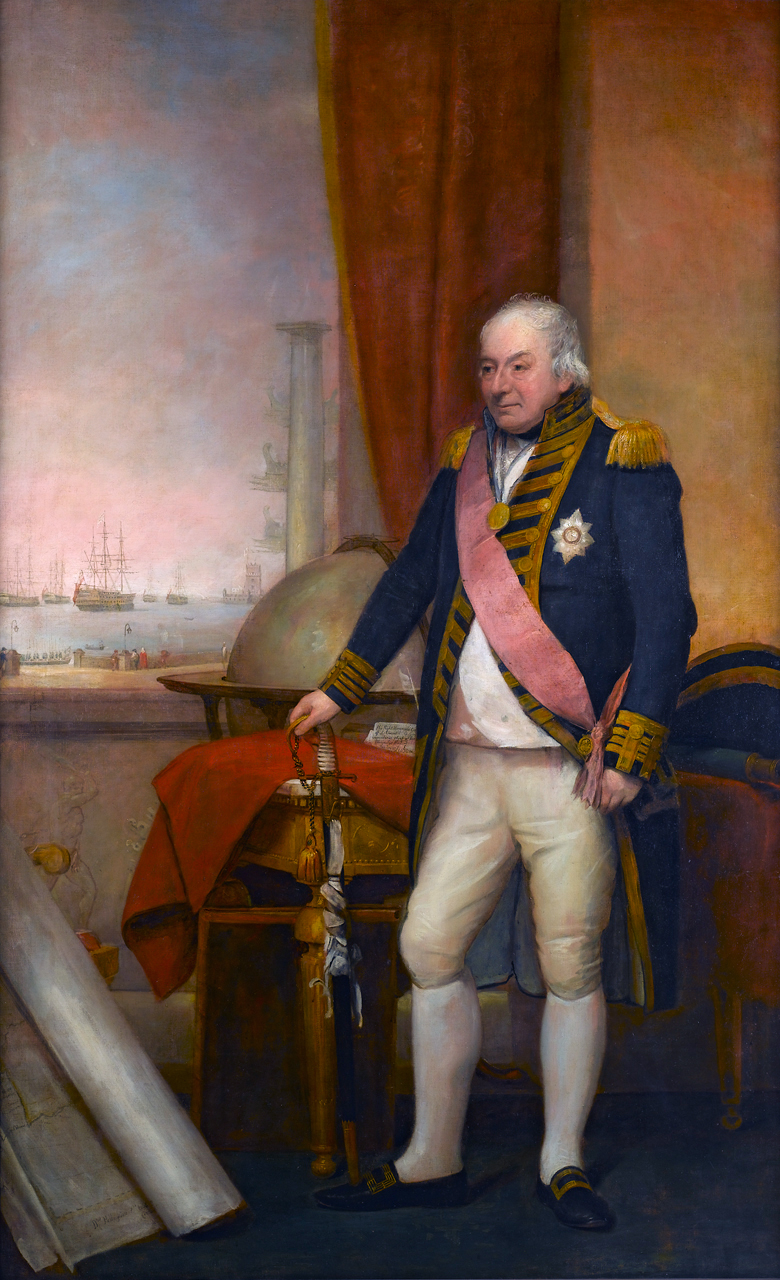
John Jervis 1st Earl of St Vincent, en 1806 par Domenico Pellegrini

En janvier 1801, St Vincent avait écrit dans une courte lettre au Premier Lord d'alors, le comte Spencer : « seul un coup de balai radical dans les chantiers navals peut les guérir des énormes diables et de la corruption qu'ils contiennent; et cela ne pourra se faire tant que nous n'avons pas la paix »,. Désormais Premier Lord, St Vincent tente d'enquêter, de découvrir et de supprimer toutes les sources de corruption qui gangrènent la Navy, les Royal Dockyards et leur administration civile. En conséquence, il entre en conflit avec les différents Navy Board, l'administration civile de la Royal Navy responsable entre autres des chantiers et des arsenaux. St Vincent perçoit ces différentes instances et individus comme entravant la bonne marche de la Navy,.

### La Commission d'Enquête
Pendant la paix avec la France, après la signature du Traité d'Amiens le 25 mars 1802, St Vincent ordonne au Navy Board de lancer une enquête concernant les fraudes et les corruption dans les Royal Dockyards, chantiers royaux britanniques. Il découvre rapidement que les enquêtes n'étaient pas menées correctement et ordonne aux commissaires de récupérer tous les journaux, comptes et inventaires et de les placer sous leur « sceau personnel » avant que l'Admiralty Board ne se déplace lui-même dans chaque chantier pour conduire ses propres inspections. Les enquêtes débutent véritablement en 1802. St Vincent découvre rapidement des abus évidents du système. Certains hommes sont répertoriés comme ayant travaillé pour les chantiers, puis comme travailleurs intérimaires puis comme veilleurs de nuit sans que leur salaire ne soit modifié d'aucune sorte. D'autres sont répertoriés comme travailleurs à terre mais également comme marins recevant un double solde. Il découvre qu'un seul et même travail peut être facturé plusieurs fois à différentes périodes à différents départements ou sections de la Navy. Dans un autre chantier, « les hommes d'un département entier se révèlent être incapables, étant soit trop vieux, soit infirmes ou estropiés, soit idiots, et le département lui-même donnait l'apparence d'un asile pour tous les voyous et vagabonds qui ne pouvait pas obtenir un repas par tout autre moyen. »,. St Vincent découvre que les responsables de chantiers moins importants sont à l'origine d'une corruption bien plus grave encore. Il milite auprès du gouvernement pour créer une commission d'enquête spéciale qui aurait le pouvoir d'interroger les suspects sous serment. Le Cabinet détermine alors que les conclusions d'une telle commission pourraient avoir un effet désastreux politiquement (et parfois personnellement) et donne à la commission d'enquête la permission d'interroger les suspects sous serment tout en donnant aux suspects le droit de refuser de répondre aux questions qui pourraient les incriminer, ce qui ôte toute efficacité et tout moyen d'action à la commission.
Un des biographes de St Vincent résume les conclusions de la commission en quelques mots « le précieux chêne britannique pourrissait dans la forêt faute de hache ; la structure des bâtiments pourrissaient sur les chantiers faute de bois ; les navires à la mer pourrissaient avant l'heure parce qu'ils avaient été construits avec des matériaux périssables et sans valeur »,.

### Réformes

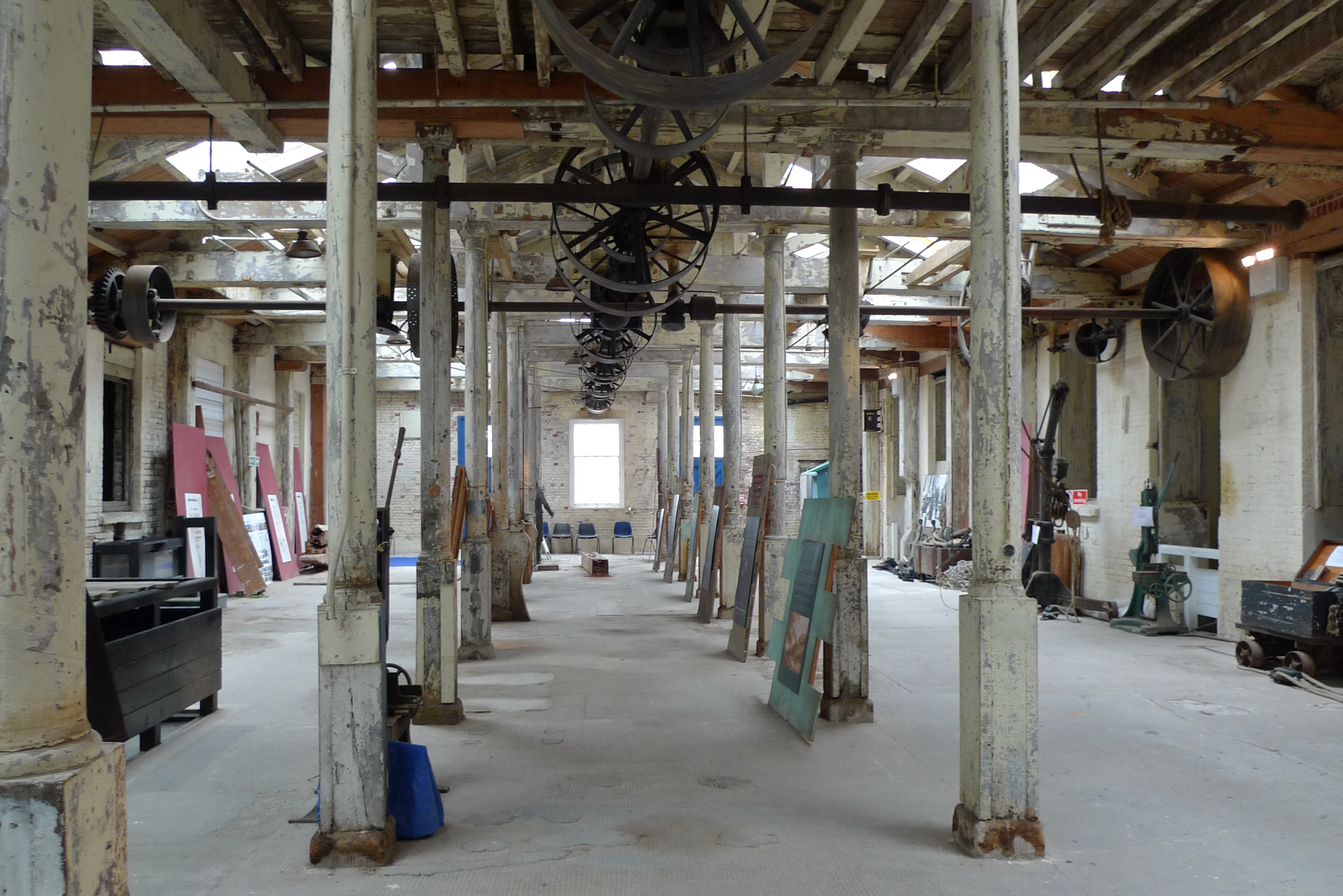
Intérieur du Portsmouth Block Mills, manufacture de poulies située à Portsmouth.

Une des réformes que St Vincent arrive à faire passer est l'introduction des machines à faire des poulies aux chantiers navals de Portsmouth. Cette machinerie est conçue par Marc Isambart Brunel et Samuel Bentham. En 1808, quarante-cinq machines produisent 130 000 poulies par an. Cette innovation permet à quelques ouvriers non qualifiés, entre dix et treize, de produire autant que cent maîtres artisans et le coût en capital du projet est amorti au bout de trois ans. La révolution introduite par ces machines permet à la Navy de devenir auto-suffisante dans la production de cet élément important des vaisseaux. Cette auto-suffisance permet de réduire la corruption, les aléas liés à la sous-traitance (ces derniers produisant du matériel de qualité inférieure qui était potentiellement dangereux pour les marins),,. Les bâtiments qui hébergeaient la Block Machinery existent encore aujourd'hui et font partie de l'Historic Portsmouth Dockyard.
En tant que Premier Lord de l'Amirauté, St Vincent décide également la construction d'un brise-lame à Plymouth. Il demande à l'ingénieur civil, John Rennie, et à Joseph Whidbey, l'ancien maître préposé au chantier de Woolwich, de concevoir le brise-lame. Les travaux ne débutent pas avant 1811 mais le comte est certainement la personne sans qui la construction n'aurait eu lieu,,.
St Vincent parle au Roi de la contribution apporté par les Marines, fusiliers marins, au service dans la Navy et recommande à George III d'ajouter le préfixe « Royal » devant leur nom. Il s'agit là des premières discussions officielles relatives au changement du nom de ce corps en Royal Marines.
Pendant qu'il est à ce poste, les travailleurs des chantiers royaux demandent une augmentation de salaire due à l'augmentation du coût de la vie. St Vincent réagit en licenciant les meneurs et tous les hommes qui avaient joué un rôle actif dans la grève. Il concède finalement une petite allocation temporaire pour l'achat de pain tant que le prix du pain était élevé.
L'attention de St Vincent se porte sur tous les aspects de la Navy des Sea Fencibles aux hôpitaux de la Marine. Le comte essaye de démanteler les Sea Fencibles prétendant qu'ils n'étaient nécessaires que pour apaiser les craintes des petites vieilles dames et que les hommes de bien passaient toute leur carrière sans avoir entendu un tir. Le docteur Baird, médecin personnel de St Vincent, est nommé au Sick and Hurt Board, un conseil chargé de la prise en soin des marins malades et blessés, en tant qu'« Inspecteur de tous les Hôpitaux ».

### Pouvoirs de promotion
La nomination de St Vincent au poste de Premier Lord de l'Amirauté comporte également des aspects négatifs et notamment le fait qu'il est alors inondé de lettres envoyées par des officiers aspirants, par leurs parents et amis. Le fait de solliciter des emplois, auprès de ceux qui se trouvent en  positions d'influence, est devenu une pratique répandue dans la Navy et est une méthode généralement acceptée pour obtenir de bonnes affectations. Plus l'influence de la personne sur laquelle s'appuie la recommandation était grande, plus l'officier a de chance d'obtenir un bon, et parfois très lucratif, poste. D'autant plus que, depuis que la paix a été signée avec la France, les effectifs de la marine sont réduits et les emplois sont devenus plus rares. Le First Lord ne peut donc pas pourvoir tous les officiers avec les postes auxquels ils aspirent et est obligé de rejeter une grande partie des lettres qu'il reçoit. Bien que St Vincent ait déclaré à la fois publiquement et au cours de discussion privées que les officiers ne seraient plus promus ou n'obtiendraient plus de poste qu'en fonction de leurs mérites et non plus de leur influence politique ou sociale, les lettres continuent à affluer à l'Amirauté.
La façon avec laquelle St Vincent choisit de notifier un refus dépend souvent du nombre de lettres reçues, des individus concernés, ou de l'identité des personnes effectuant la recommandation. Au comte de Portsmouth il écrit : « Je ne peux pas être d'accord avec l'opinion de sa Seigneurie, qu'une personne qui restée tranquillement assise près sa cheminée, à profiter de ce qui s'apparente à une sinécure, lors d'une guerre telle que celle dans laquelle nous avons été engagés, peut avoir les mêmes prétentions à la promotion qu'un homme qui a exposé sa personne, et hasardé sa constitution par tous les climats. »,. Cela constitue une dure rebuffade pour un pair du royaume. Pourtant, à une dame sans influence ni rang, il écrit : « Bien que je ne puisse pas admettre la force de votre argument en faveur du capitaine (nom inconnu) [sic], il y a quelque chose de si aimable et louable dans le soutien d'une sœur pour la promotion de son frère qu'aucune excuse était nécessaire pour votre lettre du 24, et je n'ai pas perdu de temps à en prendre connaissance »,.
Autre épisode connu, lorsque le commander Lord Cochrane capture la frégate espagnole El Gamo, de 32 canons, à bord du sloop HMS Speedy, 14 canons, à l'issue d'un combat déséquilibré, une promotion eut été la récompense habituelle pour un tel exploit. Il serait juste d'affirmer qu'aussi bien l'officier que sa famille et ses amis pouvaient s'y attendre. Malheureusement pour Cochrane, le navire transportant la nouvelle de sa victoire est intercepté et la lettre destinée à l'Amirauté ne parvient qu'après que Cochrane ait lui-même été capturé par les Français et alors qu'un jugement en cour martiale l'attend dans son pays pour la perte de son navire. Les jugements en cour martiale après la perte d'un navire sont une pratique courante à l'époque et dans de nombreux cas, y compris celui de Cochrane, l'accusé est blanchi. Ce n'est que lorsque Cochrane est acquitté de tous ses chefs d'inculpation qu'il peut être promu. Malheureusement, le commander pense que le First Lord retarde délibérément la promotion en raison d'une rancune inexplicable à son encontre ; il conservera cette opinion pour le reste de sa vie. Cochrane dispose d'amis et de soutiens influents qui défendent ses intérêts continuellement. Ces sollicitations peuvent avoir eu un effet négatif sur la carrière de Cochrane et il est possible que Jervis en ait été irrité.

### Démission de la charge deFirst Lord
Les enquêtes approfondies sur la corruption régnant au sein de la Navy rendent St Vincent très impopulaire et de nombreux hommes influents sont impliqués dans les pratiques de détournement de fonds. La commission d'enquête mise sur pied par St Vincent est responsable de la destitution d'Henry Dundas, 1er vicomte Melville et de son procès pour détournement de fonds publics. St Vincent est devenu l'ennemi de Pitt et ce premier utilise les réformes navales et leur impopularité pour attaquer le First Lord et l'administration Addington,. St Vincent quitte sa charge le 14 mai 1804 lorsque Addington est remplacé comme premier ministre par Pitt. Lord Howick, le second fils de l'ami de St Vincent, Sir Charles Grey, prend sa défense et, avec l'aide de Charles James Fox, il parvient à obtenir un vote de remerciement à la Chambre des communes pour les efforts incessants de St Vincent en faveur d'une réforme navale en 1806. Fox avait dit à propos de la nomination de St Vincent en 1801 : « permettez-moi de dire que je ne pense pas que ce soit facile, ni même possible, de trouver un homme dans l'ensemble de la communauté qui soit mieux adapté, ou plus capable de remplir la haute fonction qu'il occupe, que la personne distinguée à la tête de l'Amirauté, je veux dire le comte de Saint-Vincent », et avait continué à soutenir le comte pendant toute la durée de son mandat de First Lord,.

## Retour au commandement
Le 9 novembre 1805, St Vincent est promu Admiral of the Red. Il récupère le commandement de la Channel Fleet à bord du vaisseau de premier rang le HMS Hibernia, de 110 canons. Pendant son commandement, il passe la plus grande partie de son temps dans une maison qu'il louait dans le village de Rame. À nouveau, il décrète les mesures qui avaient fait leurs preuves lors de ses précédents commandements dans la Méditerranée et dans la Manche, et à nouveau ses ordres se révèlent être impopulaires. Pendant une brève période en 1806, il laisse le commandement de la Manche à son commandant en second Sir Charles Cotton afin de pouvoir se rendre au Portugal en mission spéciale. Le Portugal devait alors faire face à une menace d'invasion et St Vincent avait reçu l'ordre, si besoin en était de faire passer la famille royale portugaise vers sa colonie au Brésil. L'invasion du Portugal est retardée et St Vincent est rappelé dans la Manche. Ce seront finalement Sir Sidney Smith et Graham Moore qui s'occuperont de mettre la famille royale en sûreté au Brésil. St Vincent souffrait alors depuis longtemps d'une santé chancelante et un changement de gouvernement causa sa démission le 24 avril 1807.
Le comte avait toujours essayé de promouvoir les officiers au mérite plutôt que sur recommandation et il était devenu de plus en plus frustré avec le système en vigueur de préférence basée sur le statut social et non sur les compétences. Au moment de sa retraite en 1807, il a une audience avec le Roi. Le Roi lui demande si la Navy était une meilleure institution alors que quand St Vincent l'avait intégrée. St Vincent répond alors qu'elle ne l'était pas. Et, pour soutenir son opinion, il dit : « Sire, j'ai toujours pensé qu'un saupoudrage de noblesse était très souhaitable dans la Marine, car il donne une sorte de conséquence au service, mais à l'heure actuelle la Marine est tellement envahie par les branches cadettes de la noblesse, et les fils des membres du Parlement et ces derniers monopolisent à tel point les parrainages qu'ils en étouffent le canal de la promotion, et que le fils d'un vieil officier, aussi méritants ses services aient été, a peu voire aucune chance de se distinguer ». Et de continuer « Je préfère promouvoir le fils d'un vieil officier de mérite plutôt que de tout noble de cette terre »,. Dans une lettre datée du 18 octobre 1806 au vicomte Howick, alors, First Lord, il écrit : « Si vous pouviez, mon bon Lord, porter un projet de loi au Parlement, visant à empêcher tout officier sous le grade de contre-amiral de siéger à la Chambre des communes, la Marine sera peut être préservée, mais tant qu'un petit homme, ivre, impertinent et sans valeur sera autorisé à tenir le langage séditieux qu'il a eu, en présence d'officiers supérieurs, vous aurez besoin d'un homme d'une meilleure santé que la mienne et de plus de vigueur que je ne possède pour commander de votre flotte »,. Apparemment, St Vincent faisait référence à un membre du Parlement en particulier, bien que ses sentiments sur le sujet restent incertains.

## Dernières années

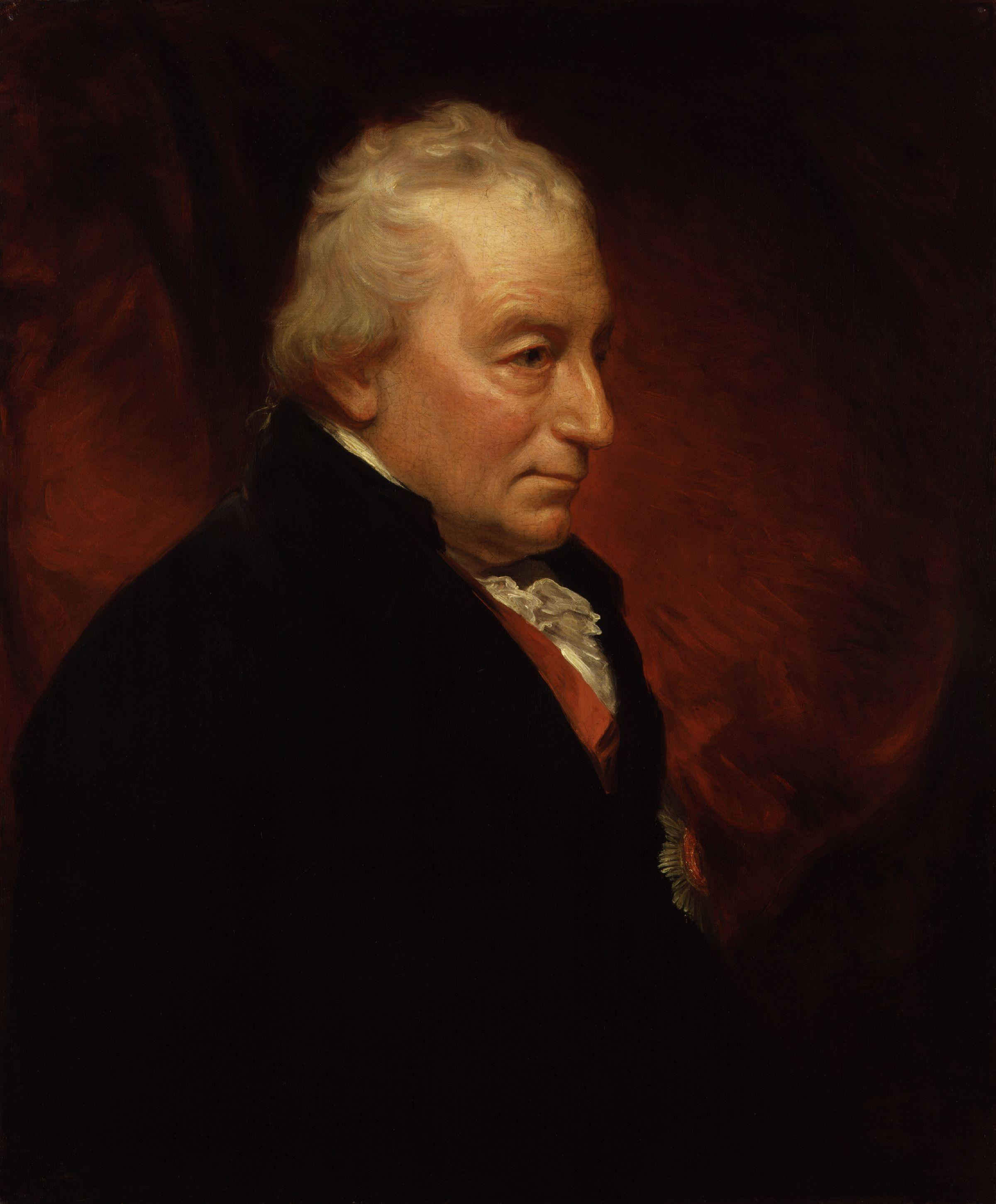
Earl St Vincent in retirement, par Sir William Beechey

Pendant sa retraite, il siège rarement à la Chambre des lords et y fait sa dernière apparition en 1810 ou 1811. Durant ses dernières années, St Vincent se montre généreux avec différentes œuvres de charité, organisations et individus. Il donne 500 £ aux blessés et survivants de la bataille de Waterloo et 300 £ afin de soulager la famine en Irlande. St Vincent donne également 100 £ pour la construction d'un lieu de culte juif à Whitechapel, Londres. En 1807, St Vincent, en tant que membre de la Chambre des lords, s'oppose au projet de loi visant à abolir l'esclavage. Ses motivations sont alors d'ordres pratiques plus qu'humanitaires ou autres. St Vincent pense que si la Grande-Bretagne devait interdire le commerce d'esclaves, ce dernier serait poursuivi par d'autres nations et que la Grande-Bretagne perdrait les revenus liés à un tel commerce et serait affaiblie. St Vincent prend la parole pour s'opposer à la Convention de Cintra. Il est également opposé à l'expédition de Walcheren et condamne durement son échec, tout en rejetant ostensiblement d'imputer cet échec aux officiers et marins de l'expédition. St Vincent prend la défense du Lieutenant-General Sir John Moore contraint de se retirer avec son armée à travers l'Espagne et le Portugal et condamne le gouvernement et les commandants de l'armée pour leur manque de soutien à ce général. En 1816, sa femme Martha décède à Rochetts (Essex). Le couple n'avait pas d'enfants. Pendant l'hiver 1818–1819, St Vincent part se soigner en France. Lorsqu'il arrive à Toulon, il est accueilli par l'amiral Édouard Missiessy qui dit que St Vincent était : « autant le père de la marine française que de la Navy anglaise »,.

### Honneurs et décorations ultérieures
En 1800, St Vincent est nommé lieutenant-général honoraire des Marines et en 1814, il est promu  général de ce corps,. Ces charges étaient honorifiques et ne comportaient aucune obligation officielle. En 1801, St Vincent avait été fait Vicomte St. Vincent de Meaford, Staffordshire, un titre qui, lui-même n'ayant pas d'enfant, passe à sa mort à son neveu, Edward Jervis Ricketts. En 1806, il est nommé parmi les trente-et-un frères supérieurs (elder brothers) de Trinity House. En 1809, St Vincent est honoré par le roi Jean VI de Portugal qui le décore de l'insigne royal et militaire portugaise de l'Ordre de la Tour et de l'Épée en mémoire du arrivée de la famille royale au Brésil, après que Napoléon ait envahi le Portugal,. John Jervis est devenu membre de la Royal Society le 21 décembre 1809. En mai 1814, il est promu Admiral of the Fleet et commandant en chef de l'escadre de la Manche. Il est confirmé au poste d'Admiral of the Fleet le 29 janvier 1820 et George IV lui envoie un bâton de commandement recouvert d'or comme symbole du porteur de cette charge. Ce bâton est aujourd'hui présent dans les collections du National Maritime Museum de Greenwich. Le 2 janvier 1815, il est fait Chevalier Grand-croix de l'Ordre du Bain lorsque cet ordre est réformé par le Prince Régent. Le Chevalier Grand-croix est le rang le plus élevé dans l'Ordre.

### Décès et mémorial
St Vincent meurt le 13 mars 1823 à 88 ans et, n'ayant pas d'enfant, la baronnie de Jervis s'éteint. Son neveu, Edward Jervis Ricketts, devient vicomte St Vincent et change son nom de famille, devenant Edward Jervis Jervis en l'honneur de son oncle. St Vincent est enterré à Stone in Staffordshire, dans le mausolée familial, selon ses vœux et un monument à sa mémoire est érigé dans la cathédrale Saint-Paul de Londres.

### Postérité

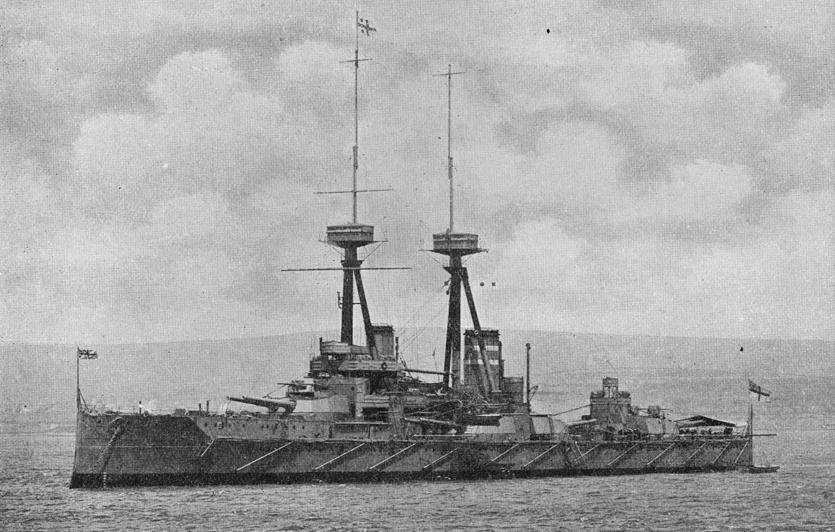
HMS St Vincent à la Coronation Review, Spithead, le 24 juin 1911

Au moins trois bâtiments et deux stone frigates (ou établissements côtiers) ont été nommés HMS St. Vincent aussi bien en l'honneur du comte que de la bataille éponyme qu'il a remportée. Le HMS St. Vincent, lancé en 1910 est le premier de sa classe et donc la classe de navires de guerre suivante pris son nom. La Classe St. Vincent comprenant le HMS Collingwood et le HMS Vanguard. Le Jervis, un destroyer de classe-J est lancé juste avant la Seconde Guerre mondiale, est nommé en l'honneur de l'amiral. Le HMS Jervis sert pendant toute la durée de la guerre. Il est alors connu comme un bâtiment portant chance puisque, bien qu'il ait servi dans de nombreux combats, aucun de ses hommes ne fut tué par l'ennemi. Enfin, le HMS Jervis Bay, un croiseur marchand, perdu dans des circonstances héroïques, est indirectement nommé après lui.
Jervis est également célébré dans les écoles en Angleterre. Une boarding house (Saint Vincent) a été baptisée en son honneur au Royal Hospital School. Il existe un Saint Vincent College à Gosport, Angleterre.
Tout comme de nombreux officiers ayant vécu pendant cet âge de grandes découvertes, plusieurs toponymes dans le monde ont été nommés en l'honneur du comte St Vincent. Cape Jervis en Australie-Méridionale et Jervis Bay, Nouvelle-Galles du Sud, Australie ont été nommés en son honneur tout comme le fut Vincentia et le Jervis Bay National Park. Le Comté de St Vincent, Nouvelle-Galles du Sud tire également son nom de Lord St Vincent, tout comme Jervis Inlet, en Colombie-Britannique, Canada.

## Historiographie
Bien que Jervis ait eu de manière indiscutable un fort impact pendant les guerres napoléoniennes et au-delà sur le développement et l’organisation de la Navy, peu de biographies contemporaines de Jervis sont disponibles, et celle qui le sont manquent cruellement de profondeur et de rigueur. Le travail le plus récent consacré à Jervis est l'ouvrage de Charles Arthur de 1986, intitulé The Remaking of the English Navy by Admiral St. Vincent: The Great Unclaimed Naval Revolution, mais ce dernier se concentre davantage sur les réformes des chantiers navals menées par Jervis, et moins sur d'autres parties de sa vie. L'ouvrage d'Evelyn Berkman, intitulé Nelson's Dear Lord: Portrait of St. Vincent (1962), n'est - comme le souligne le bibliographe Eugene Rasor, seulement qu'une « tentative » de dresser une biographie. Le même bibliographe a le même jugement en ce qui concerne l'ouvrage de William Milbourne James intitulé "Old Oak": The Life of John Jervis, Earl St. Vincent (1950) et celui d'Owen Sherrard's A life of Lord St. Vincent (1933), considérant les deux comme médiocres. Ruddock Mackay a publié un article détaillé dans le Mariner's Mirror à propos de la jeunesse et des débuts de Jervis.

## Sources et bibliographie
- (en) Cet article est partiellement ou en totalité issu de l’article de Wikipédia en anglais intitulé « John Jervis » (voir la liste des auteurs).
- (en) Ronald Andidora, Iron Admirals: Naval Leadership in the Twentieth Century, Greenwood Publishing Group, 2000 (ISBN 0313312664, lire en ligne)
- (en) Edward Pelham Brenton, Life and Correspondence of John, Earl of St Vincent, G. C. B., Admiral of the Fleet, vol. 1, Henry Colburn, 1838 (OCLC 464467577, lire en ligne)

1. ↑  Brenton. Vol.1, p.12
2. ↑  Brenton. Vol.1, p.15
3. 1 2  Brenton. Vol.1, p.16
4. ↑  Brenton. Vol.1, p.17
5. ↑  Brenton. Vol.1, p.19
6. ↑  Brenton. Vol.1, p.20
7. ↑  Brenton. Vol.1, p.21
8. ↑  Brenton. Vol.1, p.22
9. ↑  Brenton. Vol.1, p.63
10. ↑  Brenton. Vol.1, p.14
11. ↑  Brenton. Vol.1, p.86
12. ↑  Brenton. Vol.1, p.89
13. ↑  Brenton. Vol.1, p.92

- (en) Edward Pelham Brenton, Life and Correspondence of John, Earl of St Vincent, G. C. B., Admiral of the Fleet, vol. 2, Henry Colburn, 1838 (OCLC 464467577, lire en ligne)
- (en) The Naval Chronicle, vol. 04, Bunney & Gold (OCLC 1759531, lire en ligne)
- (en) The Naval Chronicle, vol. 11, Bunney & Gold (OCLC 1759531, lire en ligne)
- (en) The Naval Chronicle, vol. 13, Bunney & Gold (OCLC 1759531, lire en ligne)
- (en) The Naval Chronicle, vol. 15, Bunney & Gold (OCLC 1759531, lire en ligne)
- (en) Terry Coleman, Nelson: The man and the legend, Bloomsbury, 2001 (ISBN 0-7475-5900-7)

1. ↑  Coleman, 2001. p.126
2. ↑  Coleman, 2001. p.127
3. 1 2  Coleman, 2001. p.130

- (en) Tom Grundner, The Ramage Companion, Fireship Press, 2007 (ISBN 9781934757055, lire en ligne)
- (en) Brian Lavery, The Ship of the Line Volume 1, Conway Maritime Press, 1983 (ISBN 0-85177-252-8)
- The Life of Nelson, Volume 1 (sur 2) par A. T. Mahan, disponible sur le site du projet Gutenberg.

1. ↑  Mahan Vol. 1, p.35
2. ↑  Mahan Vol. 1, p.101
3. ↑  Mahan Vol. 1, p.173
4. ↑  Mahan Vol. 1, p.206
5. ↑  Mahan Vol. 1, p.237
6. ↑  Mahan Vol. 1, p.238

- (en) Geoffrey Marcus, The Age of Nelson, The Royal Navy 1793–1815, Viking Adult, 1971 (ISBN 0670109657)
- (en) Michael Palmer, Command at sea: naval command and control since the sixteenth century, President and Fellows of Harvard College, 2005 (ISBN 0-674-01681-5)

1. ↑  Palmer p.171
2. 1 2  Palmer p.177
3. ↑  Palmer p.185
4. ↑  Palmer p.170

- (en) James Ralfe, Naval Biography of Great Britain, Volume 1, Whitemore & Fenn, 1828 (OCLC 310957964, lire en ligne)

1. ↑  Ralfe. Vol.1, p.277
2. 1 2  Ralfe. Vol.1, p.278
3. ↑  Ralfe. Vol.1, p.286
4. ↑  Ralfe. Vol.1, p.296
5. ↑  Ralfe. Vol.1, p.288
6. ↑  Ralfe. Vol.1, p.312

- (en) Jedediah Stephens Tucker, Admiral the Right Hon The Earl of St Vincent GCB &C. Memoirs, vol. 1, Richard Bentley, New Burlington Street, 1844 (OCLC 6083815, lire en ligne)

1. ↑  Tucker. Vol. 1, p.6
2. ↑  Tucker. Vol. 1, p.5
3. ↑  Tucker. Vol. 1, p.7
4. 1 2  Tucker. Vol. 1, p.8
5. ↑  Tucker. Vol. 1, p.10
6. ↑  Tucker. Vol. 1, p.11
7. 1 2 3  Tucker. Vol. 1, pp.12–13
8. ↑  Tucker. Vol. 1, p.13
9. 1 2  Tucker. Vol. 1, p.14
10. ↑  Tucker. Vol. 1, p.16
11. ↑  Tucker. Vol. 1, p.17
12. ↑  Tucker. Vol. 1, p.18
13. ↑  Tucker. Vol. 1, pp.15–20
14. 1 2  Tucker. Vol. 1, p.21
15. ↑  Tucker. Vol. 1, p.23
16. ↑  Tucker. Vol. 1, pp.24–26
17. ↑  Tucker. Vol. 1, pp.27–33
18. ↑  Tucker. Vol. 1, pp.35–37
19. ↑  Tucker. Vol. 1, p.38
20. ↑  Tucker. Vol. 1, p.39
21. ↑  Tucker. Vol. 1, p.40
22. 1 2  Tucker. Vol. 1, p.46
23. ↑  Tucker. Vol. 1, p.47
24. ↑  Tucker. Vol. 1, p.48
25. ↑  Tucker. Vol. 1, pp.49–67
26. ↑  Tucker. Vol. 1, p.68
27. 1 2  Tucker. Vol. 1, p.76
28. ↑  Tucker. Vol. 1, p.77
29. ↑  Tucker. Vol. 1, p.91
30. ↑  Tucker. Vol. 1, p.92
31. ↑  Tucker. Vol. 1, p.96
32. ↑  Tucker. Vol. 1, p.96–97
33. ↑  Tucker. Vol. 1, p.97–99
34. ↑  Tucker. Vol. 1, p.101
35. ↑  Tucker. Vol. 1, p.102
36. ↑  Tucker. Vol. 1, p.103
37. ↑  Tucker. Vol. 1, p.106
38. ↑  Tucker. Vol. 1, p.120
39. ↑  Tucker. Vol. 1, p.123
40. ↑  Tucker. Vol. 1, p.141
41. ↑  Tucker. Vol. 1, p.135
42. 1 2 3  Tucker. Vol. 1, p.149
43. ↑  Tucker. Vol. 1, p.158–160
44. 1 2  Tucker. Vol. 1, p.215
45. ↑  Tucker. Vol. 1, p.217–219
46. ↑  Tucker. Vol. 1, p.216
47. ↑  Tucker. Vol. 1, p.253
48. ↑  Tucker. Vol. 1, p.255
49. ↑  Tucker. Vol. 1, p.256
50. 1 2  Tucker. Vol. 1, p.255–262
51. ↑  Tucker. Vol. 1, p.266–267
52. ↑  Tucker. Vol. 1, p.264
53. ↑  Tucker. Vol. 1, p.269
54. ↑  Tucker. Vol. 1, p.270
55. ↑  Tucker. Vol. 1, p.272
56. ↑  Tucker. Vol. 1, p.293
57. 1 2  Tucker. Vol. 1, p.297
58. ↑  Tucker. Vol. 1, p.298
59. ↑  Tucker. Vol. 1, p.299
60. ↑  Tucker. Vol. 1, p.325
61. ↑  Tucker. Vol. 1, p.300
62. 1 2  Tucker. Vol. 1, p.301
63. ↑  Tucker. Vol. 1, p.322–323
64. ↑  Tucker. Vol. 1, p.329–330
65. ↑  Tucker. Vol. 1, p.380
66. 1 2  Tucker. Vol. 1, p.382
67. ↑  Tucker. Vol. 1, p.310
68. ↑  Tucker. Vol. 1, p.327
69. ↑  Tucker. Vol. 1, p.384–387
70. ↑  Tucker. Vol. 1, p.435
71. ↑  Tucker. Vol. 1, p.345
72. ↑  Tucker. Vol. 1, p.351
73. ↑  Tucker. Vol. 1, p.452
74. ↑  Tucker. Vol. 1, p.353–354
75. ↑  Tucker. Vol. 1, p.304–308
76. ↑  Tucker. Vol. 1, p.344–378
77. ↑  Tucker. Vol. 1, p.454
78. ↑  Tucker. Vol. 1, p.377–378

- (en) Jedediah Stephens Tucker, Admiral the Right Hon The Earl of St Vincent GCB &C. Memoirs, vol. 2, Richard Bentley, New Burlington Street, 1844 (OCLC 6083815, lire en ligne)

1. ↑  Tucker. Vol. 2, p.15
2. ↑  Tucker. Vol. 2, p.86
3. ↑  Tucker. Vol. 2, p.3
4. 1 2  Tucker. Vol. 2, p.2
5. ↑  Tucker. Vol. 2, p.5
6. ↑  Tucker. Vol. 2, p.6
7. ↑  Tucker. Vol. 2, p.26
8. ↑  Tucker. Vol. 2, p.10
9. ↑  Tucker. Vol. 2, p.89
10. ↑  Tucker. Vol. 2, p.11
11. ↑  Tucker. Vol. 2, p.97
12. ↑  Tucker. Vol. 2, p.37
13. ↑  Tucker. Vol. 2, p.14
14. ↑  Tucker. Vol. 2, p.34–38
15. ↑  Tucker. Vol. 2, p.38
16. ↑  Tucker. Vol. 2, p.46-49
17. ↑  Tucker. Vol. 2, p.93–94
18. ↑  Tucker. Vol. 2, p.116
19. ↑  Tucker. Vol. 2, p.90
20. ↑  Tucker. Vol. 2, p.31
21. ↑  Tucker. Vol. 2, p.33
22. ↑  Tucker. Vol. 2, p.49
23. ↑  Tucker. Vol. 2, p.111
24. ↑  Tucker. Vol. 2, p.50
25. ↑  Tucker. Vol. 2, p.125
26. ↑  Tucker. Vol. 2, p.123
27. ↑  Tucker. Vol. 2, p.112
28. ↑  Tucker. Vol. 2, p.147
29. ↑  Tucker. Vol. 2, p.147-149
30. ↑  Tucker. Vol. 2, p.150
31. 1 2  Tucker. Vol. 2, p.151
32. ↑  Tucker. Vol. 2, p.155–157
33. ↑  Tucker. Vol. 2, p.162–163
34. ↑  Tucker. Vol. 2, p.166–167
35. 1 2  Tucker. Vol. 2, p.168
36. ↑  Tucker. Vol. 2, p.270
37. ↑  Tucker. Vol. 2, p.137
38. ↑  Tucker. Vol. 2, p.132–136
39. ↑  Tucker. Vol. 2, p.206–207
40. ↑  Tucker. Vol. 2, p.207
41. ↑  Tucker. Vol. 2, p.192
42. ↑  Tucker. Vol. 2, p.194
43. ↑  Tucker. Vol. 2, p.208–230
44. ↑  Tucker. Vol. 2, p.230–231
45. ↑  Tucker. Vol. 2, p.129
46. ↑  Tucker. Vol. 2, p.256
47. 1 2  Tucker. Vol. 2, p.253
48. ↑  Tucker. Vol. 2, p.305
49. ↑  Tucker. Vol. 2, p.254
50. ↑  Tucker. Vol. 2, p.263
51. ↑  Tucker. Vol. 2, p.266
52. ↑  Tucker. Vol. 2, p.267
53. ↑  Tucker. Vol. 2, p.306–307
54. ↑  Tucker. Vol. 2, p.328
55. ↑  Tucker. Vol. 2, p.355
56. ↑  Tucker. Vol. 2, p.337–338
57. ↑  Tucker. Vol. 2, p.339–344
58. 1 2  Tucker. Vol. 2, p.349–352
59. ↑  Tucker. Vol. 2, p.362
60. ↑  Tucker. Vol. 2, p.383
61. ↑  Tucker. Vol. 2, p.384
62. 1 2  Tucker. Vol. 2, p.380
63. ↑  Tucker. Vol. 2, p.386
64. ↑  Tucker. Vol. 2, p.382
65. ↑  Tucker. Vol. 2, p.394
66. ↑  Tucker. Vol. 2, p.395
67. ↑  Tucker. Vol. 2, p.396

- (en) Brian Vale, The Audacious Admiral Cochrane: The True Life of a Naval Legend, Conway Maritime Press, 2004, 34–37 p. (ISBN 0-85177986-7)
- (en) Rif Winfield, British Warships in the Age of Sail 1714–1792: Design, Construction, Careers and Fates, Seaforth Publishing, 2007 (ISBN 978-1-84415-700-6)